# 北京十大建筑

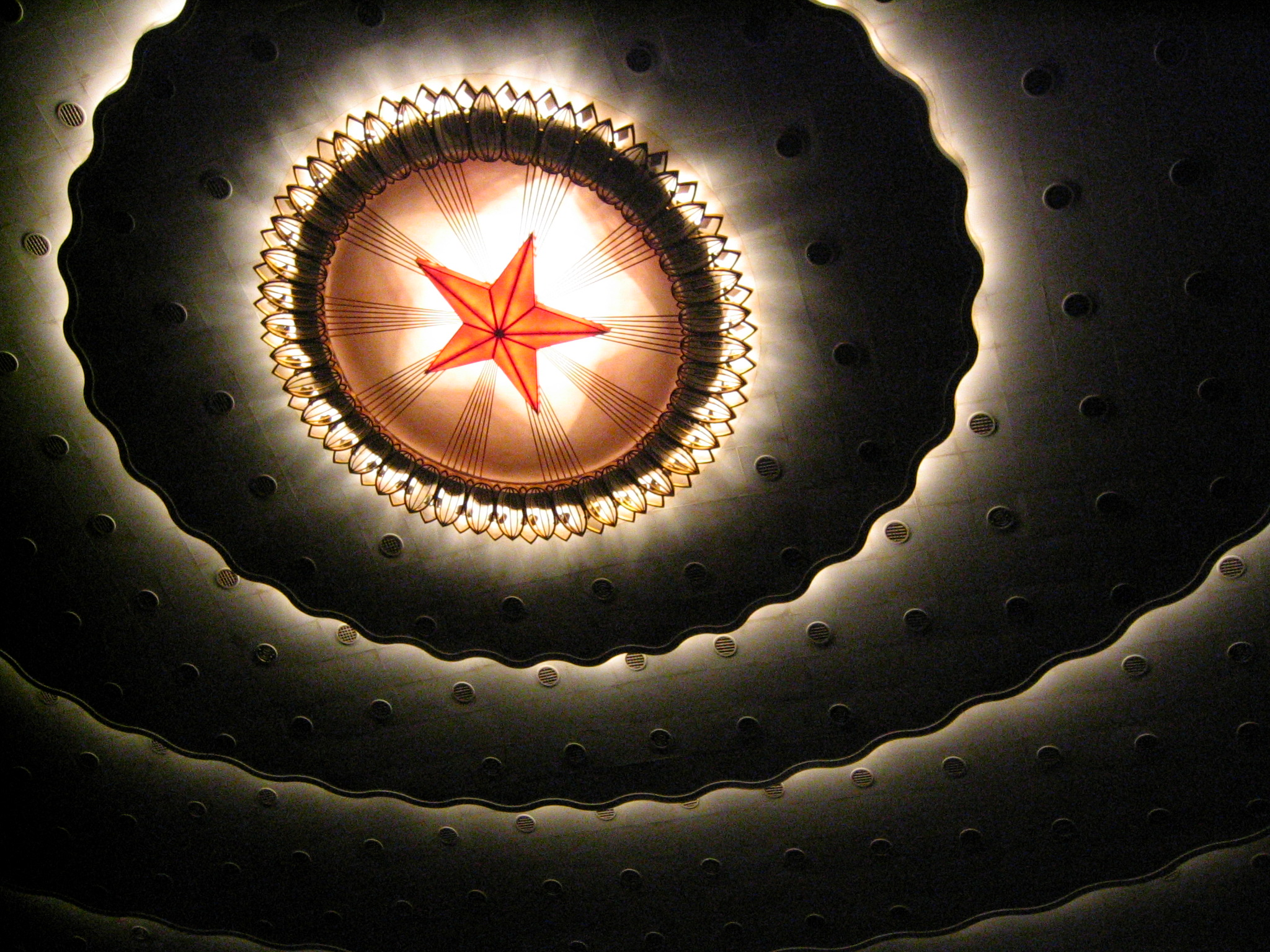
人民大会堂天花板

北京十大建筑指在1950年代，中华人民共和国首都北京为迎接中华人民共和国建国10周年兴建的，包括人民大会堂在内的十项大型建筑工程。
在后来也有人借用此名称，选出不同时代在北京城市建设上标志性的新十大建筑，但均不如最初的十大建筑著名，也并未得到过广泛的认可。

## 1950年代十大建筑（国庆十大工程）

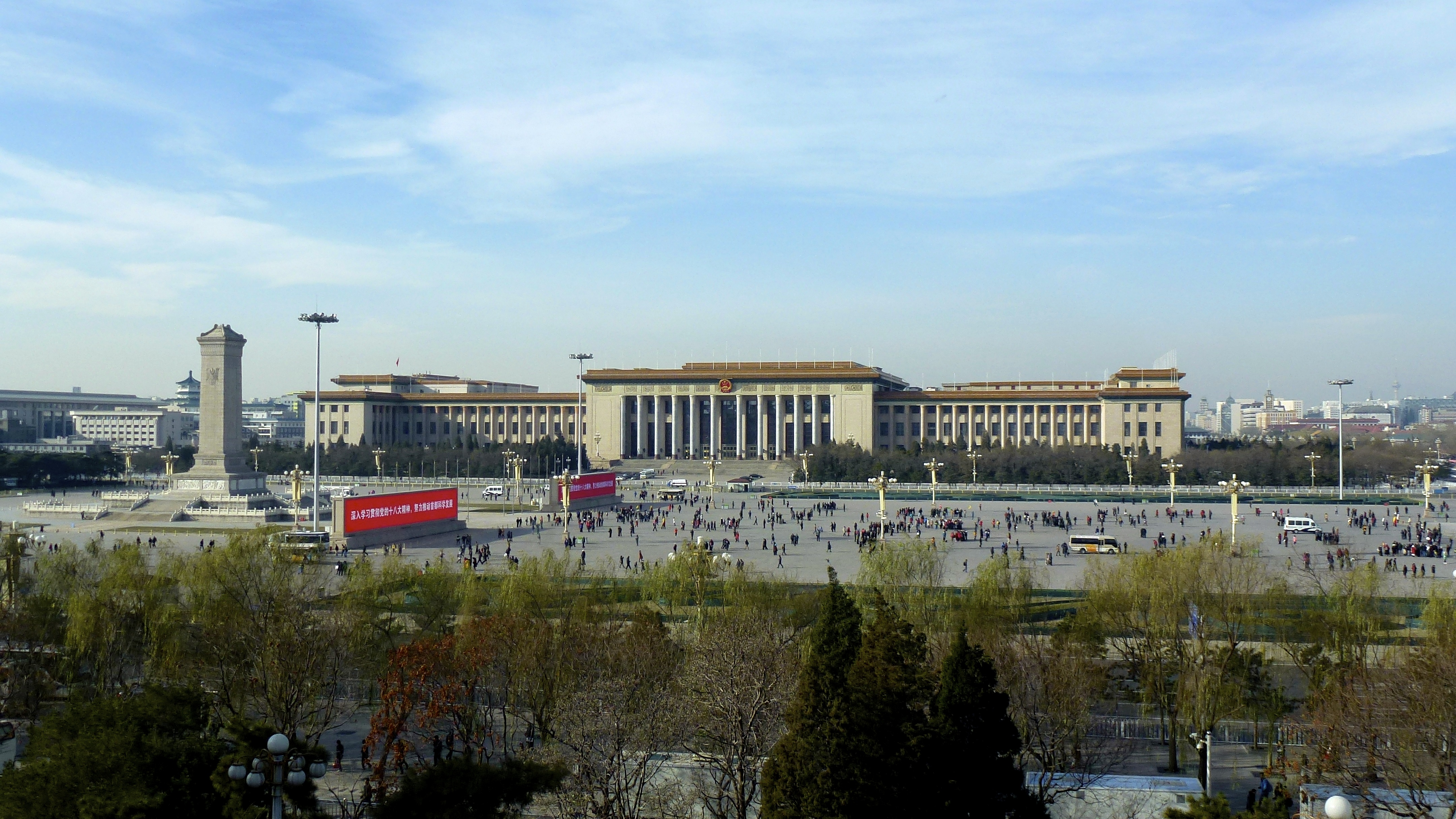
人民大会堂
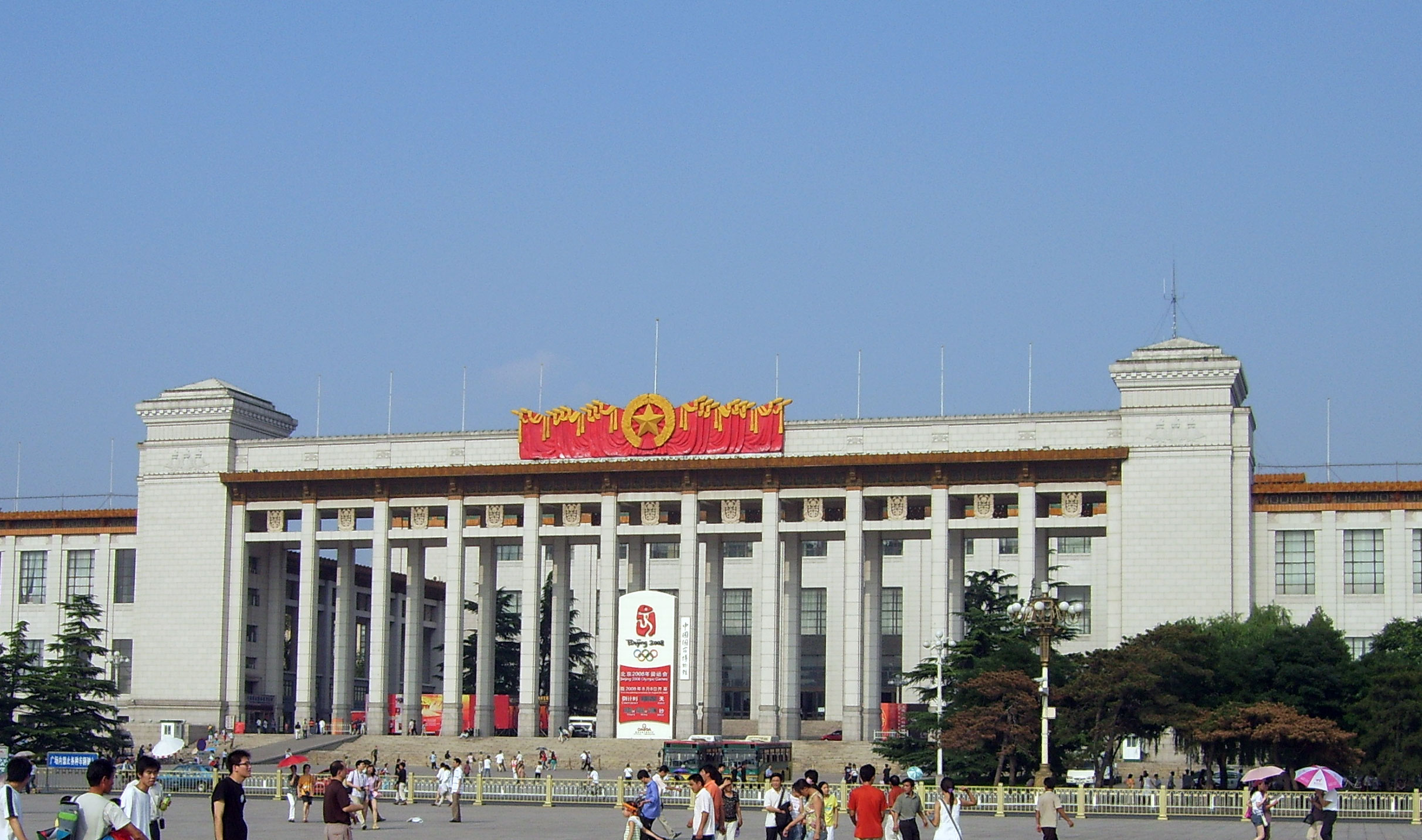
中国革命和历史博物馆（今合并为中国国家博物馆）
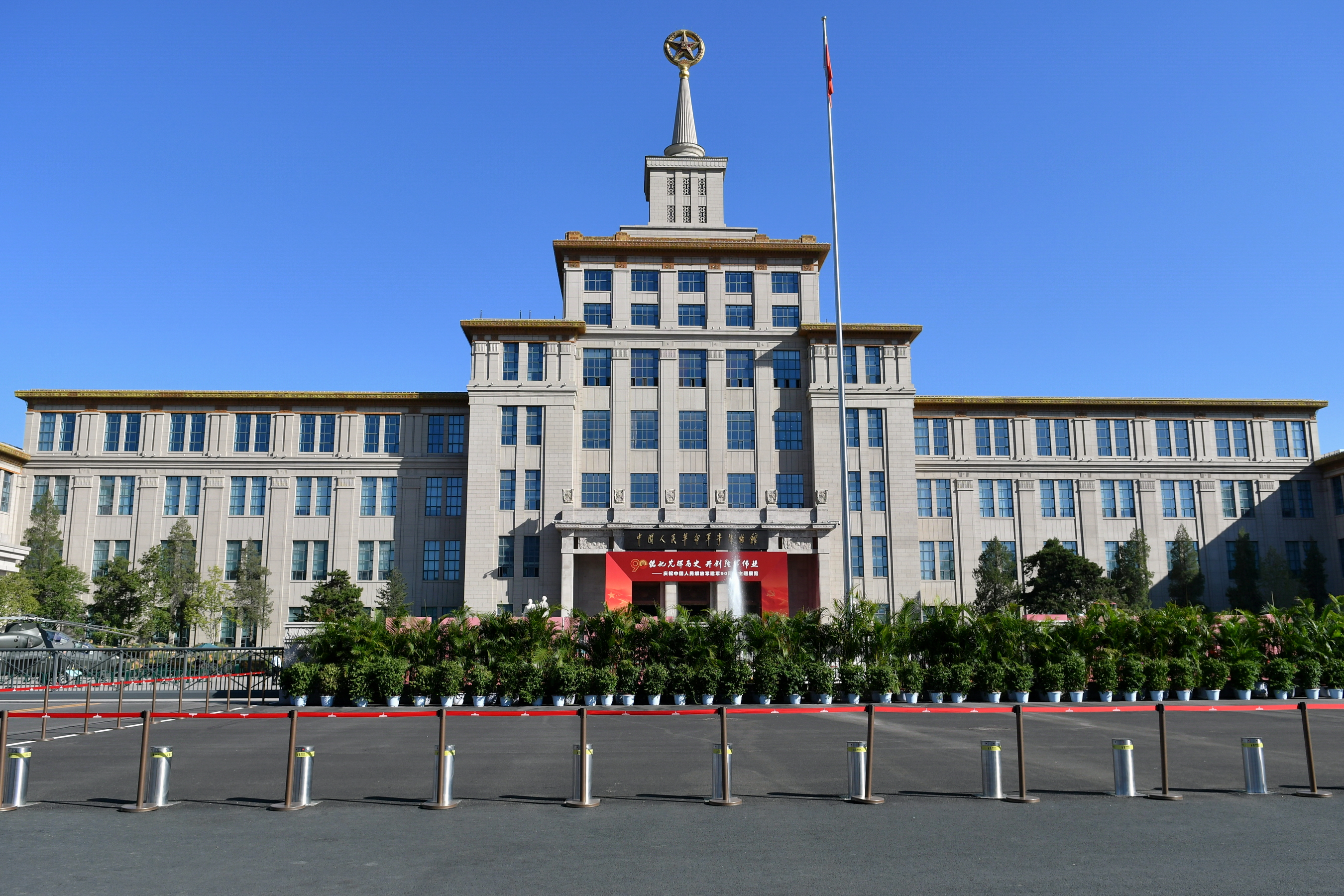
中国人民革命军事博物馆
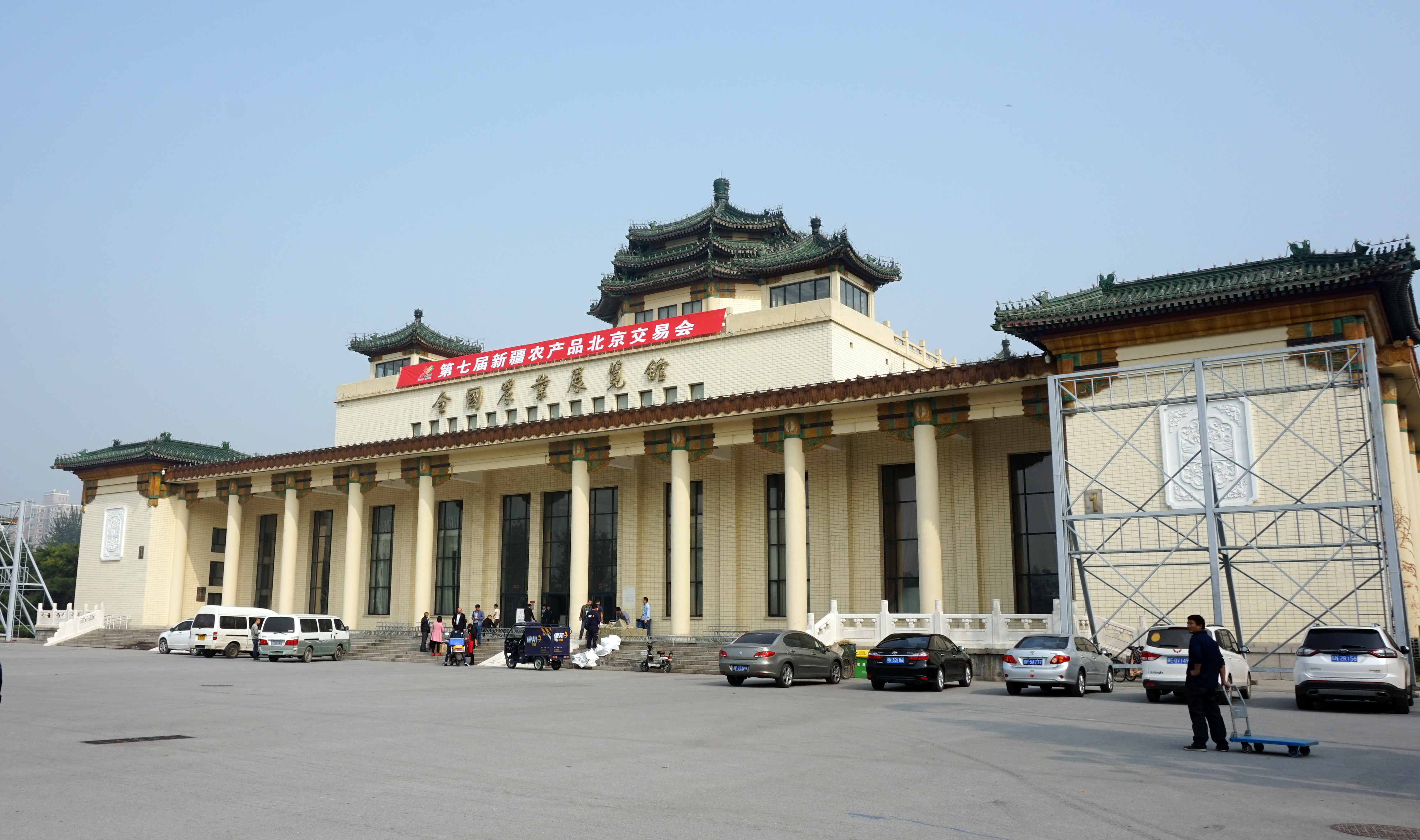
全国农业展览馆
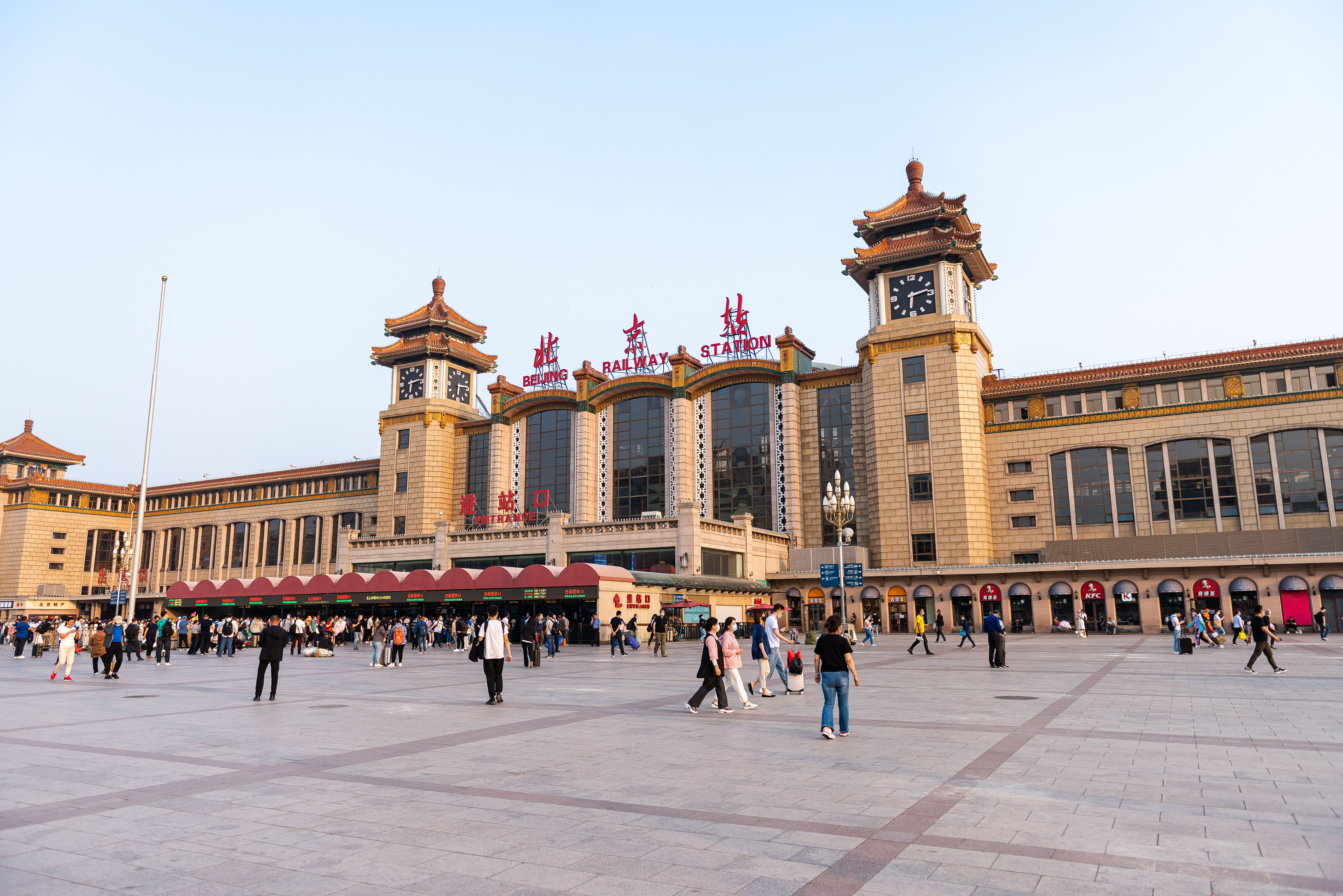
北京火车站
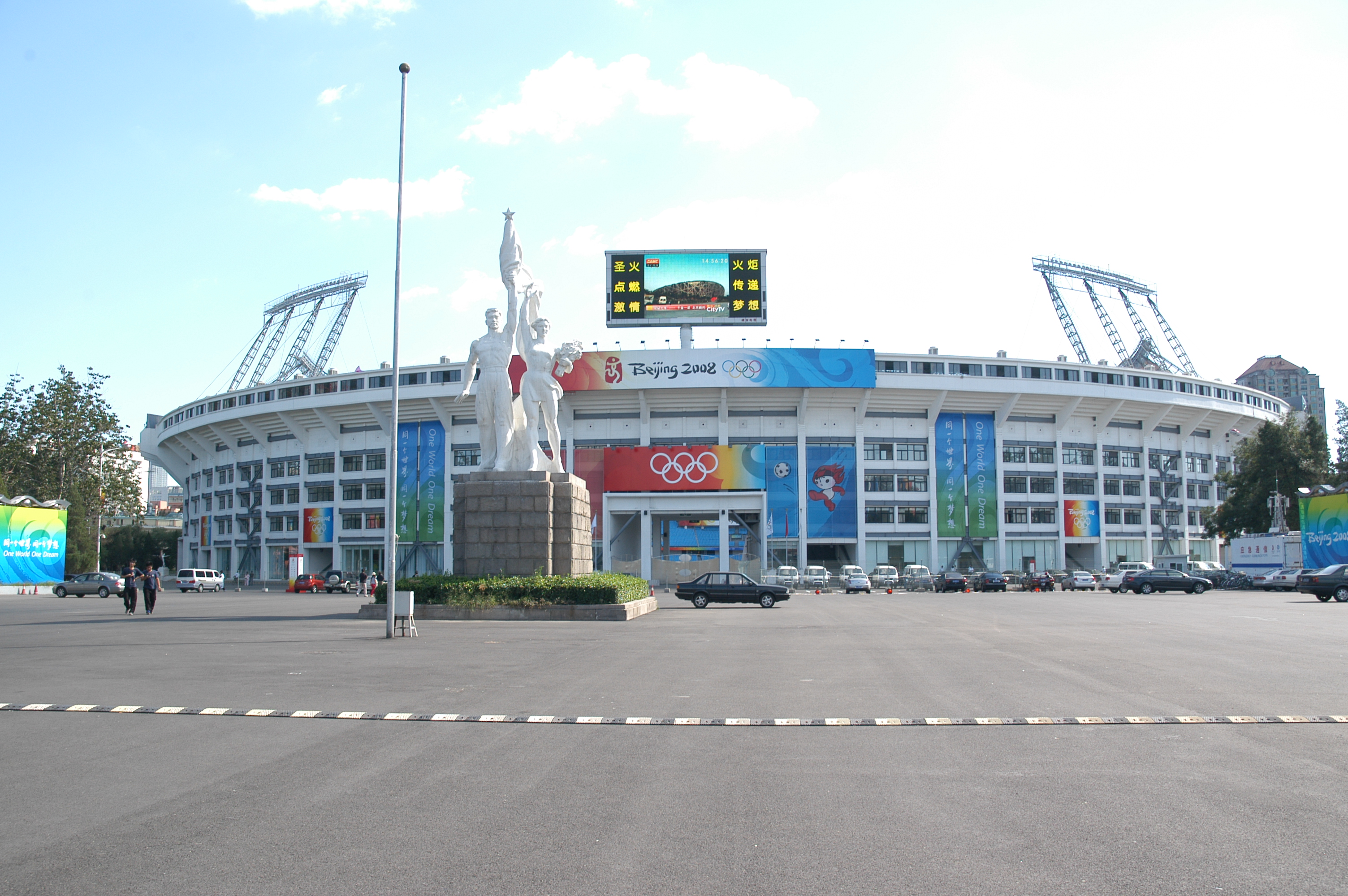
北京工人体育场
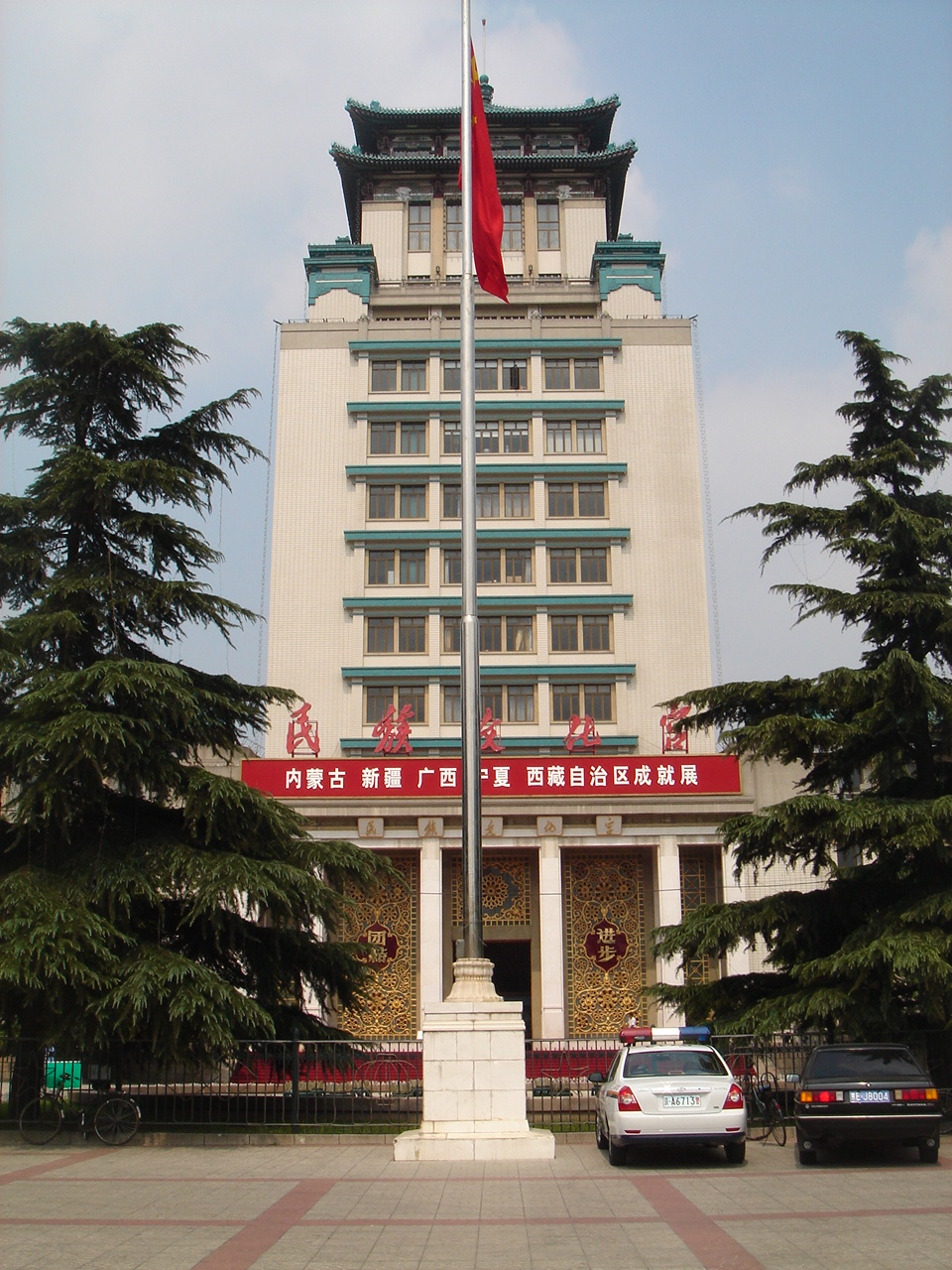
民族文化宫
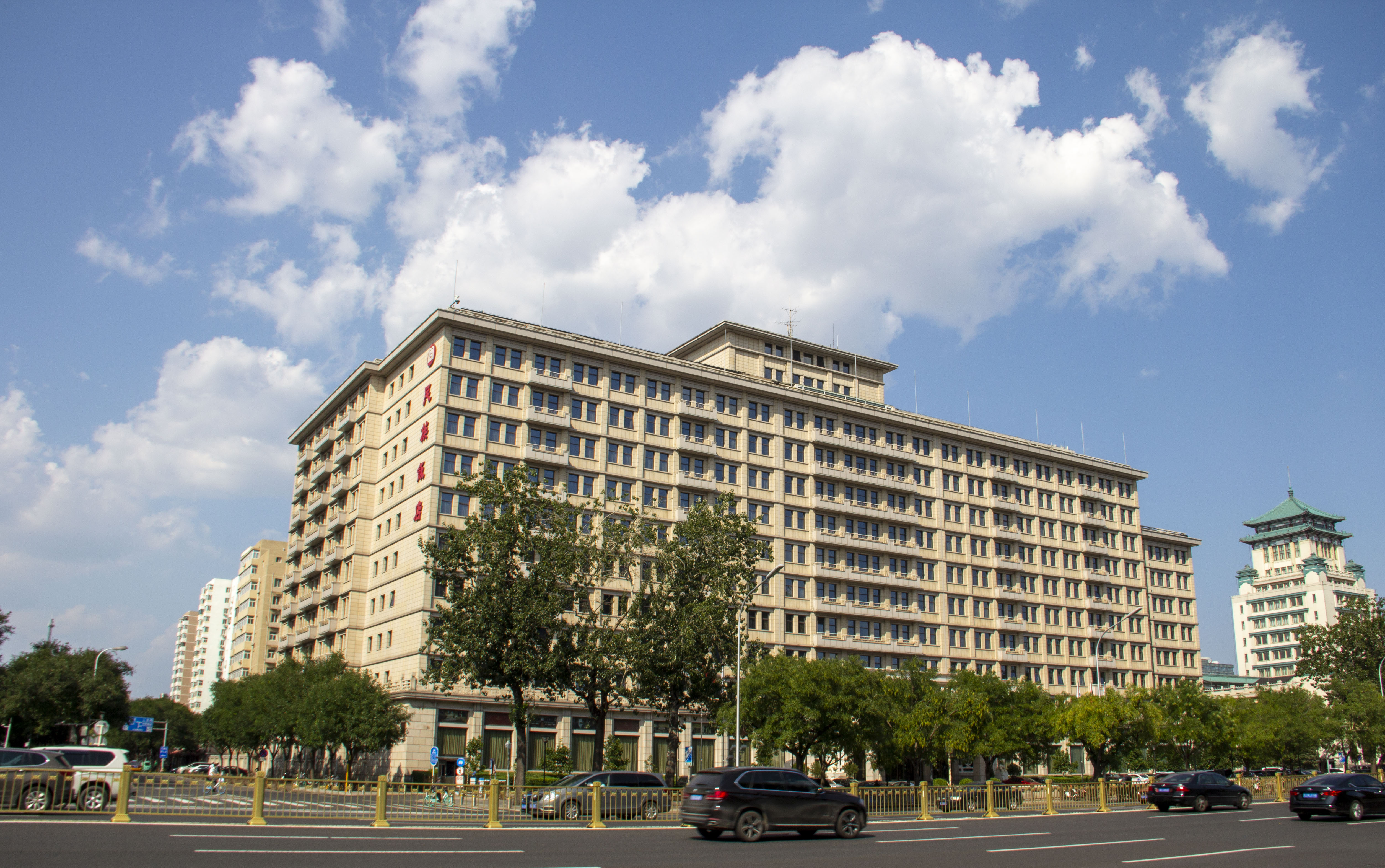
民族饭店
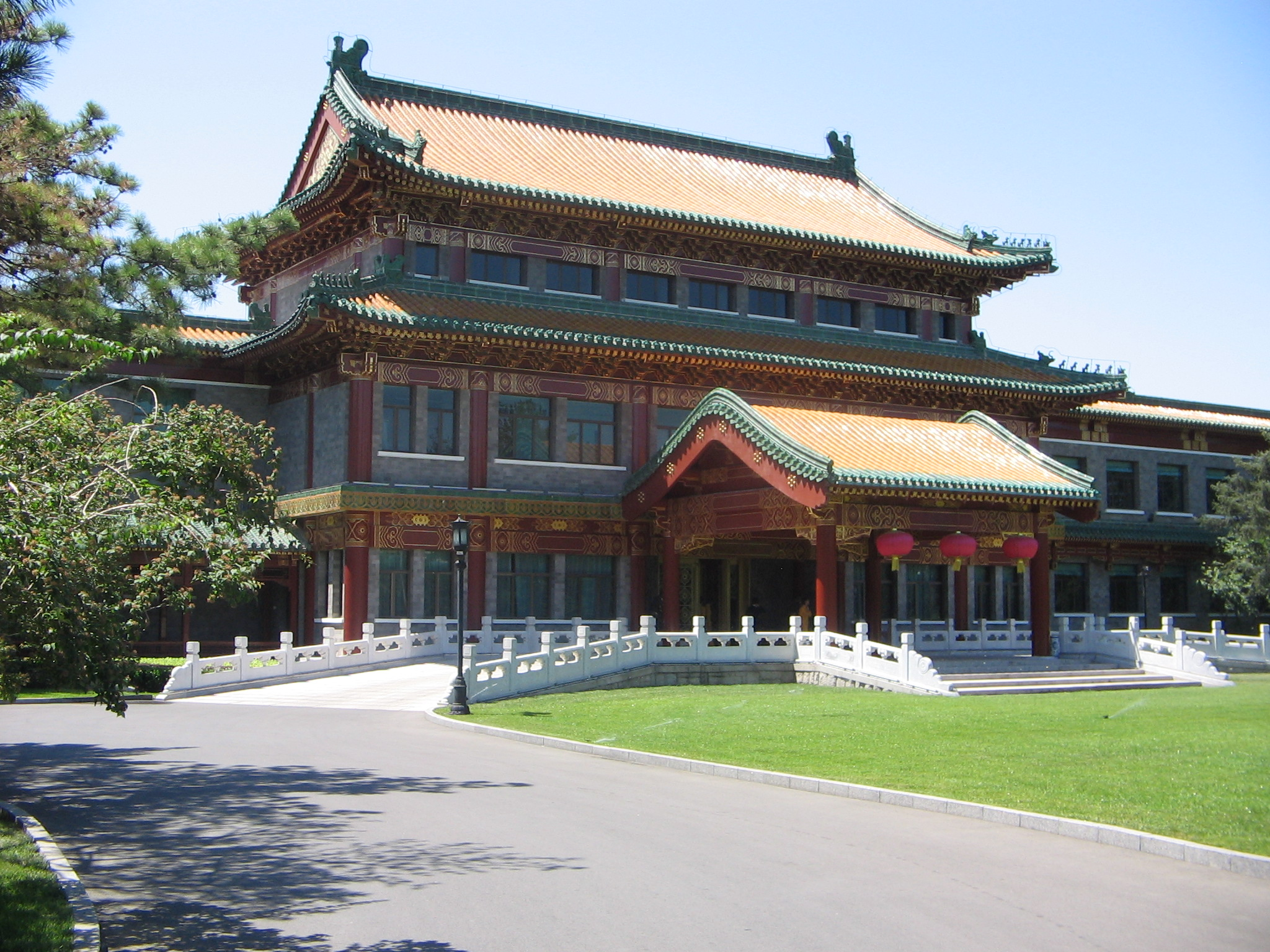
钓鱼台国宾馆
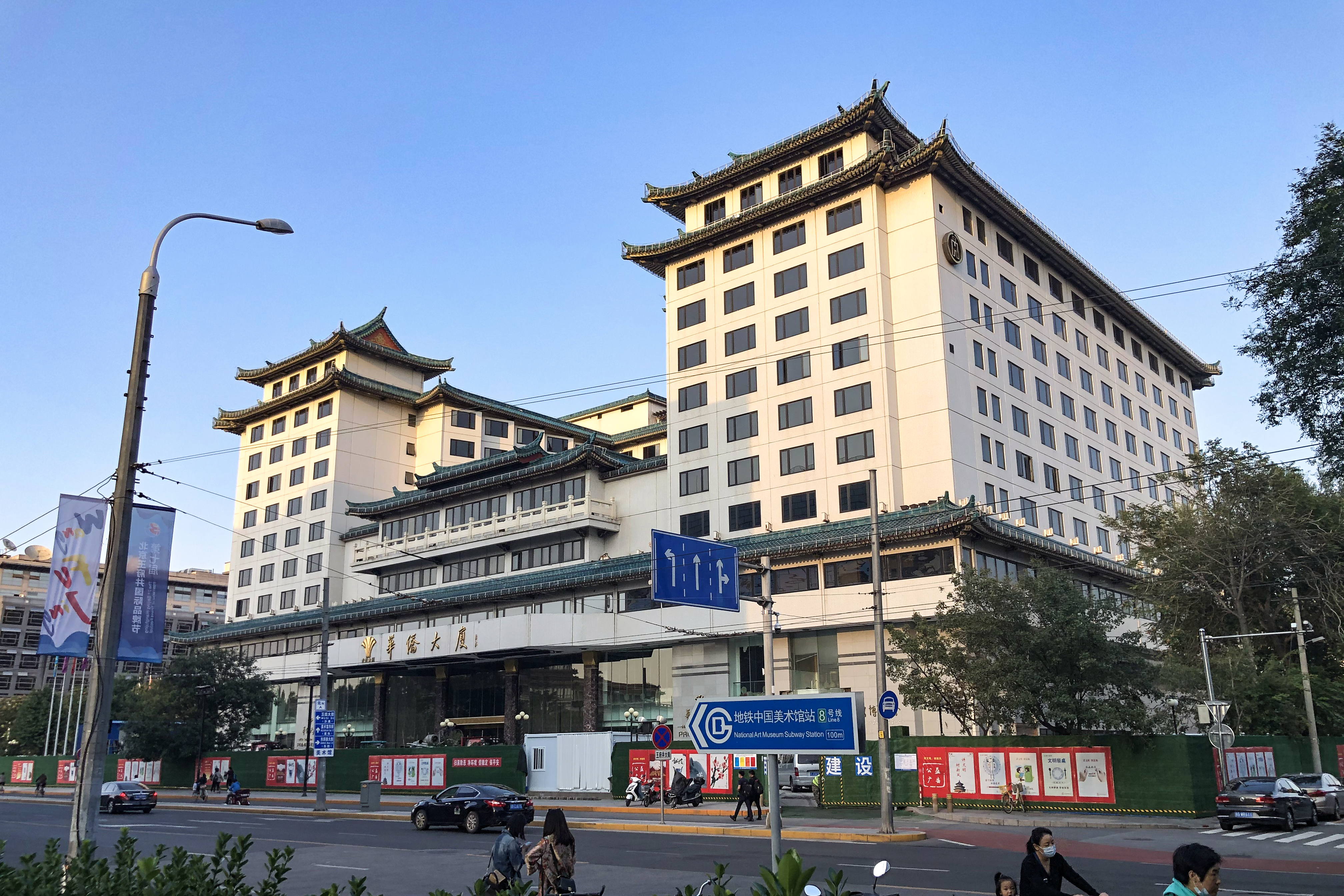
华侨大厦（原建筑已拆除）

## 1980年代十大建筑

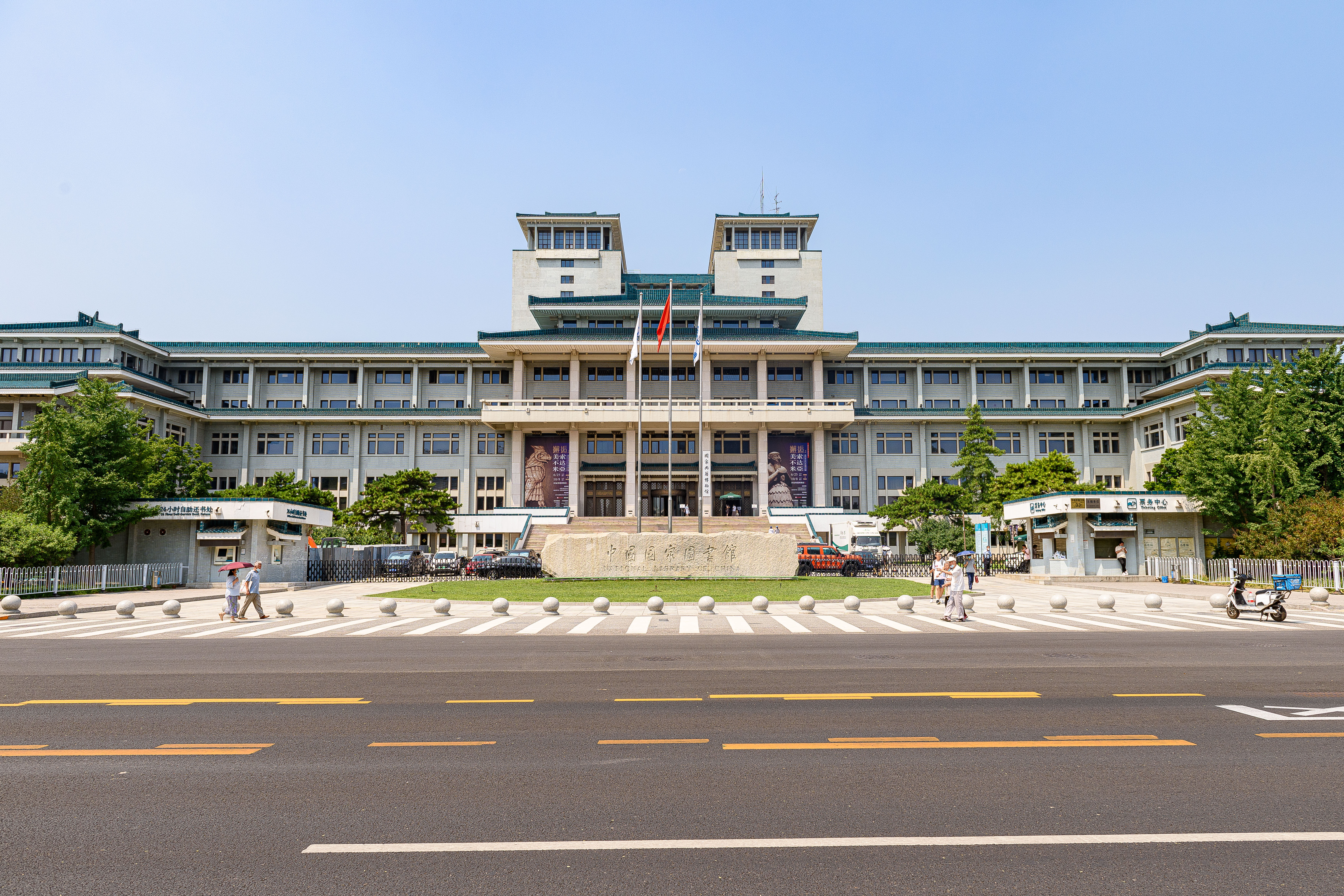
北京图书馆新馆
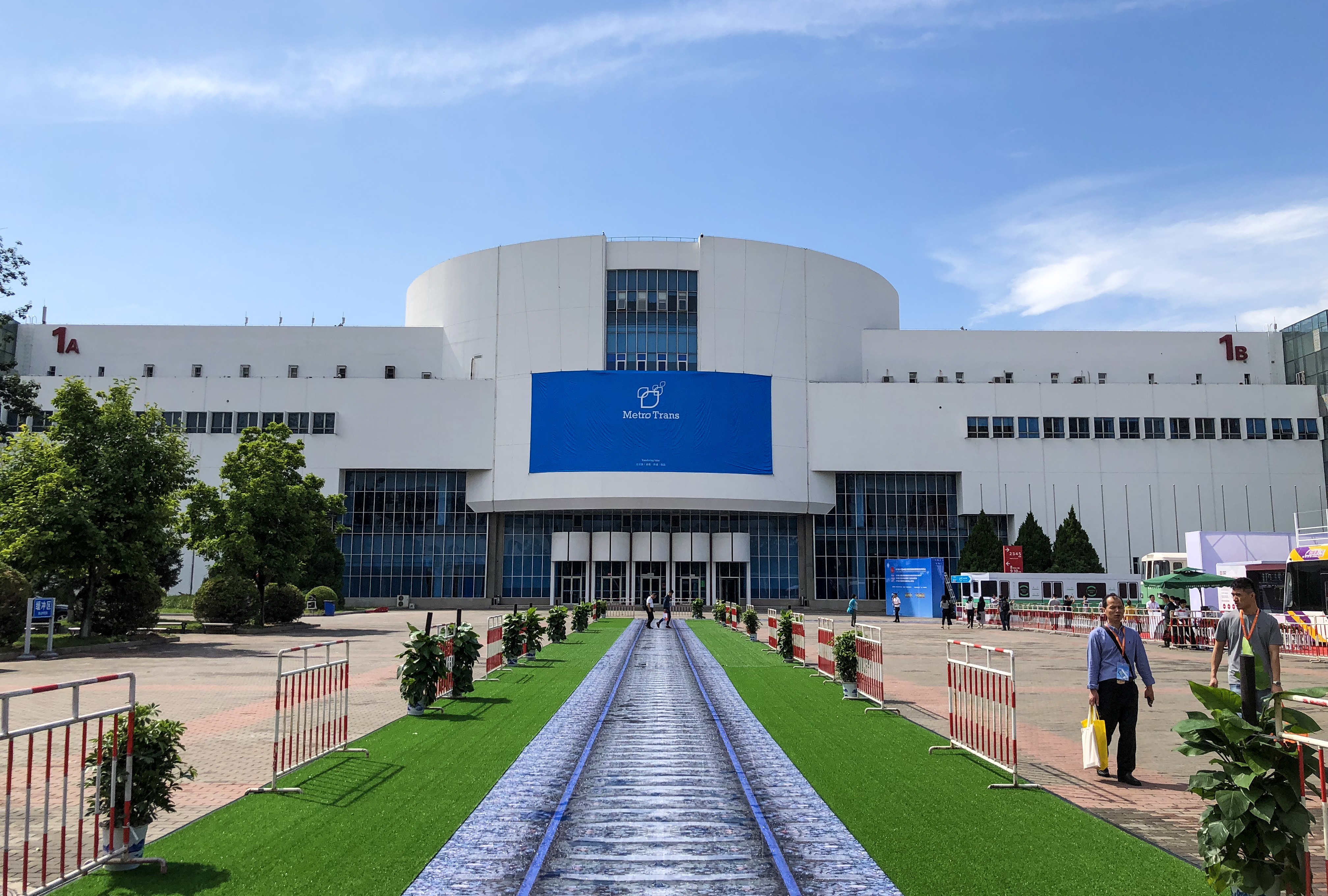
中国国际展览中心
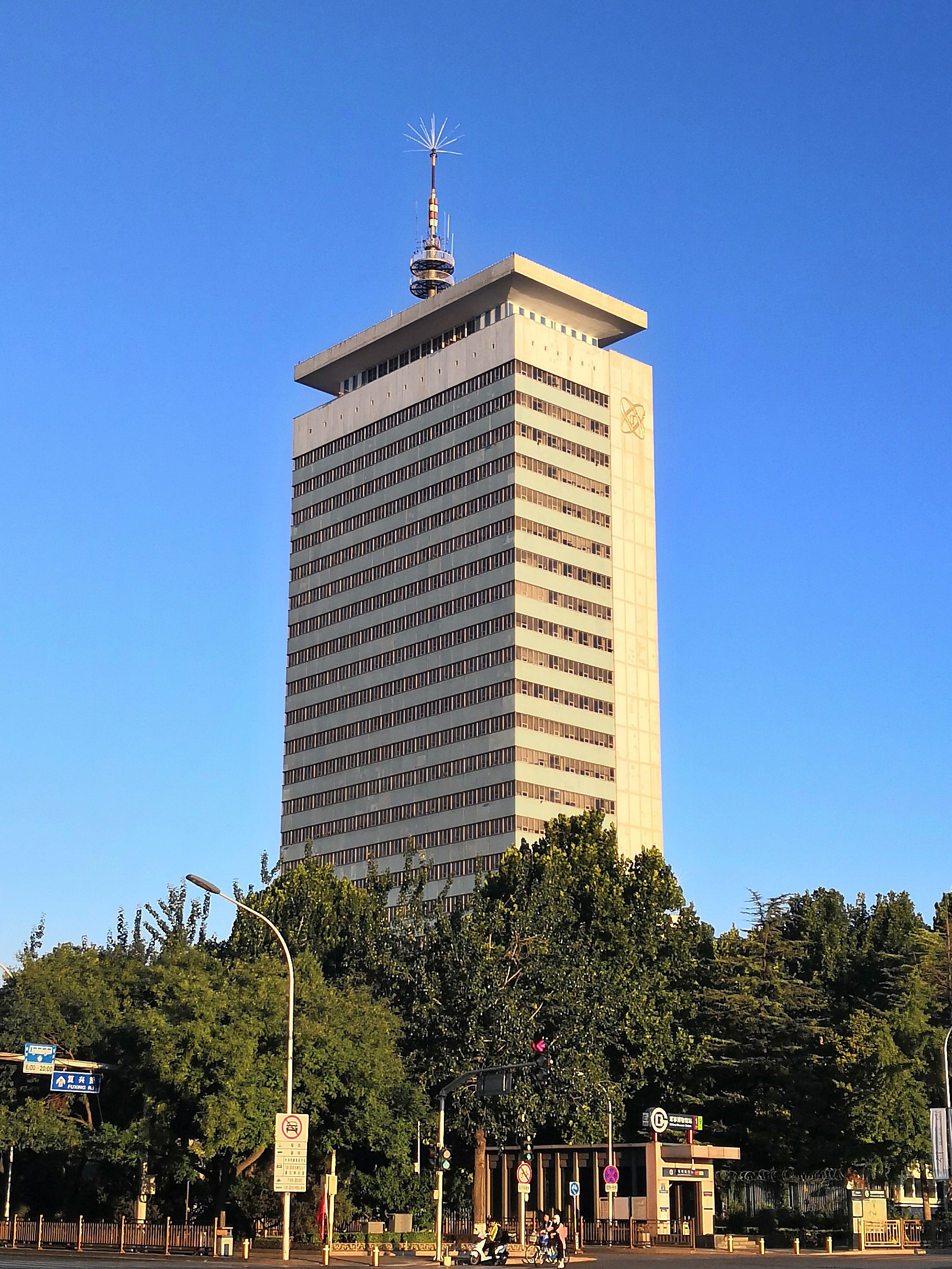
中央电视台彩色电视中心
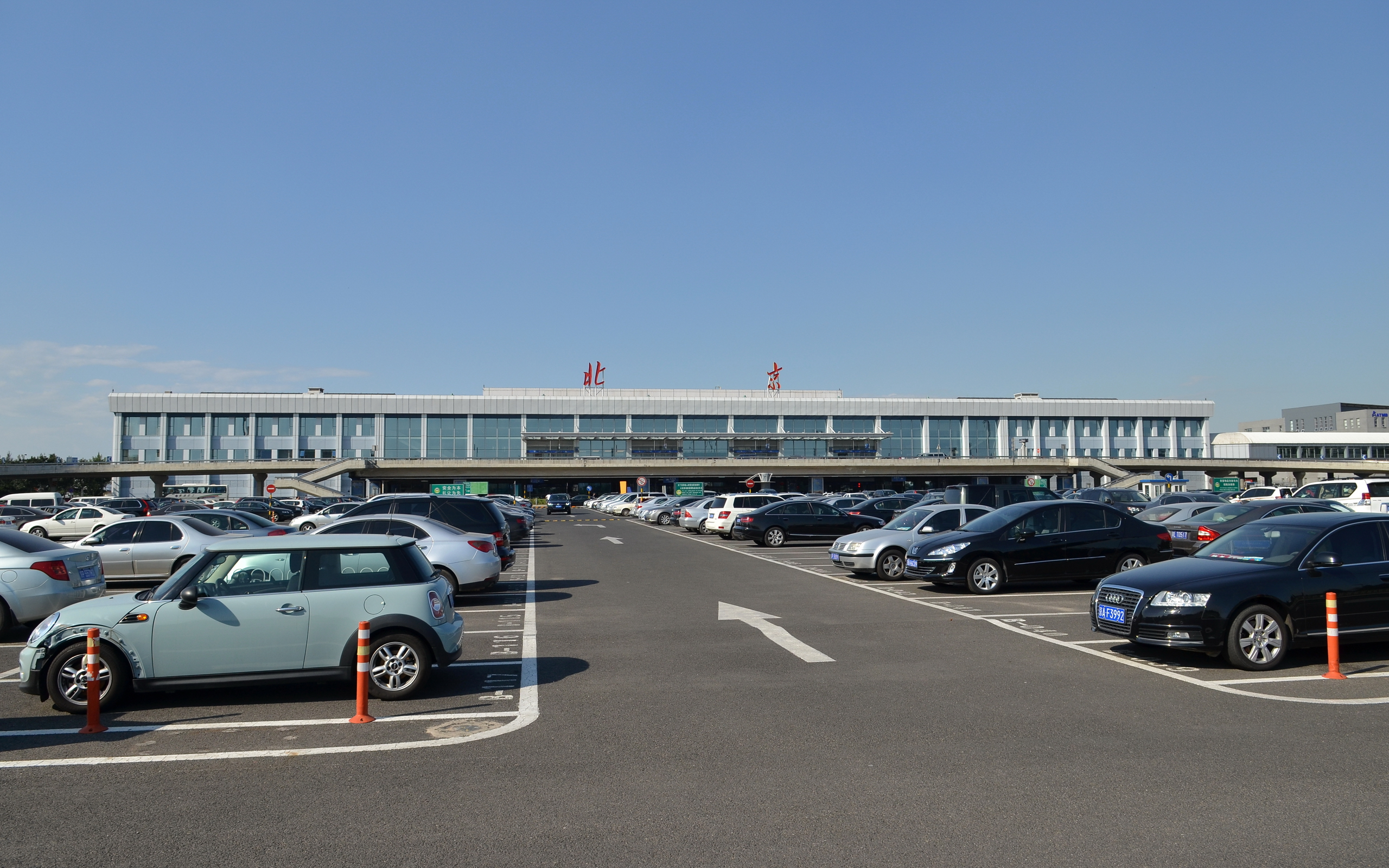
首都机场候机楼
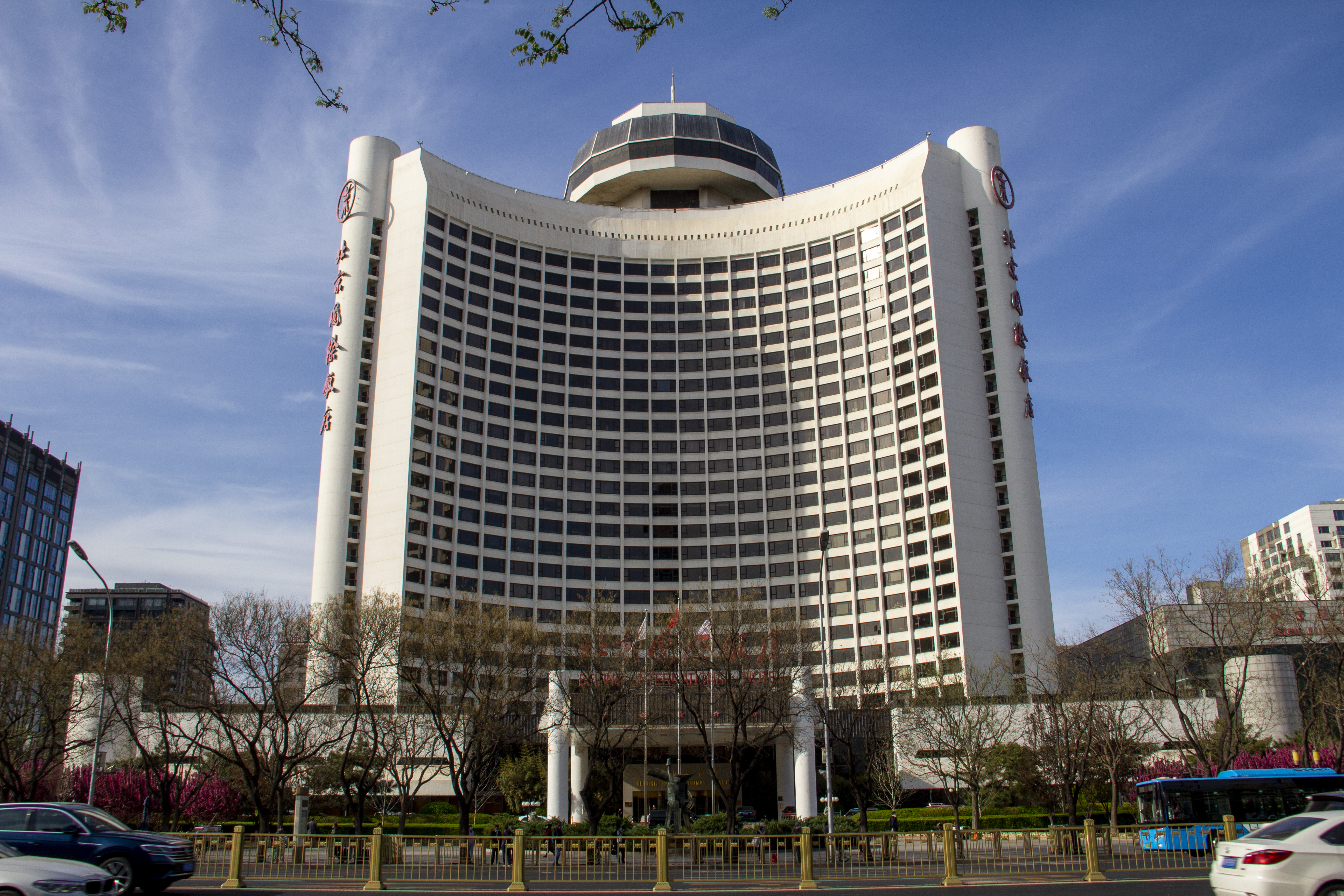
北京国际饭店
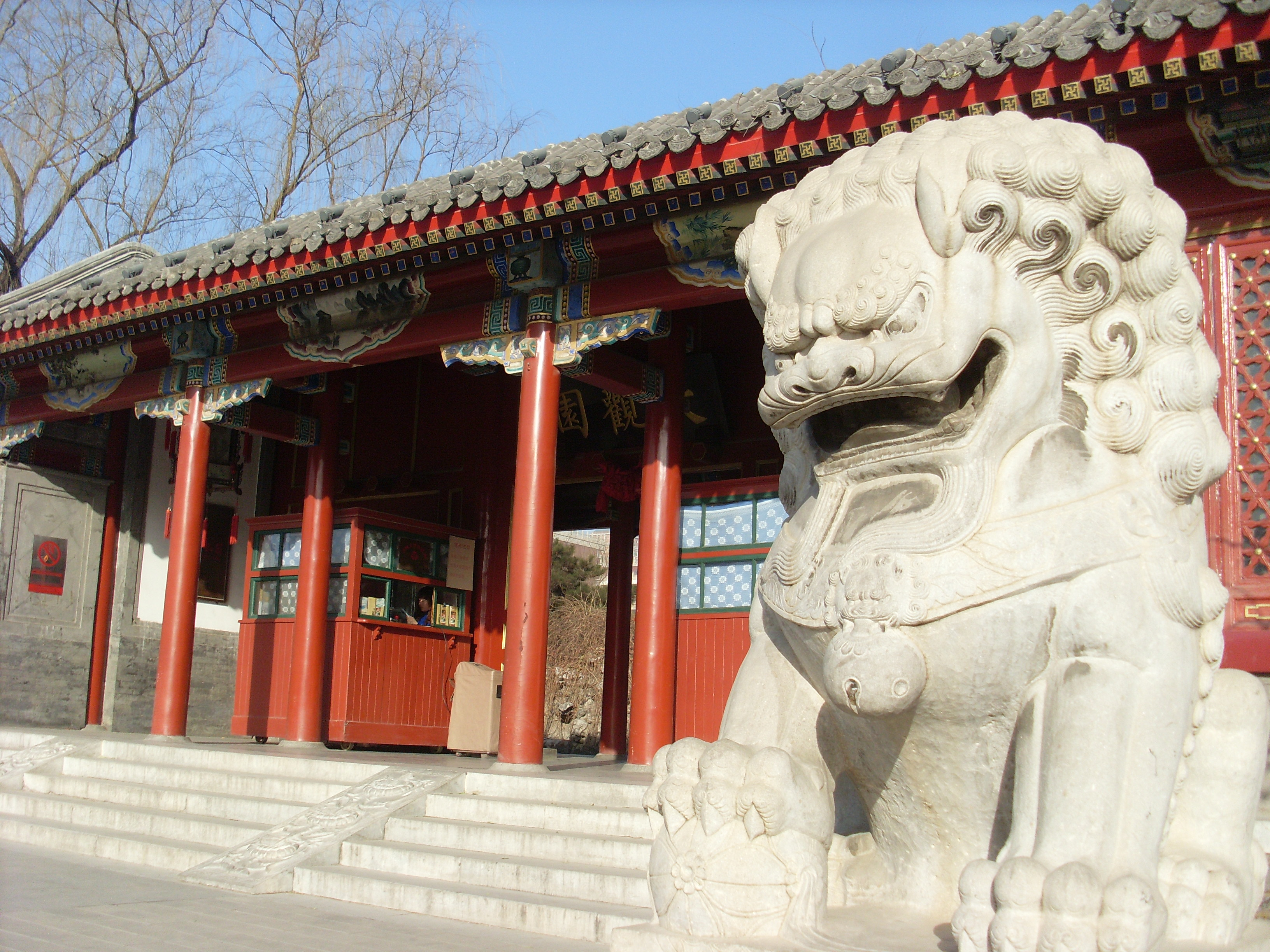
北京大观园
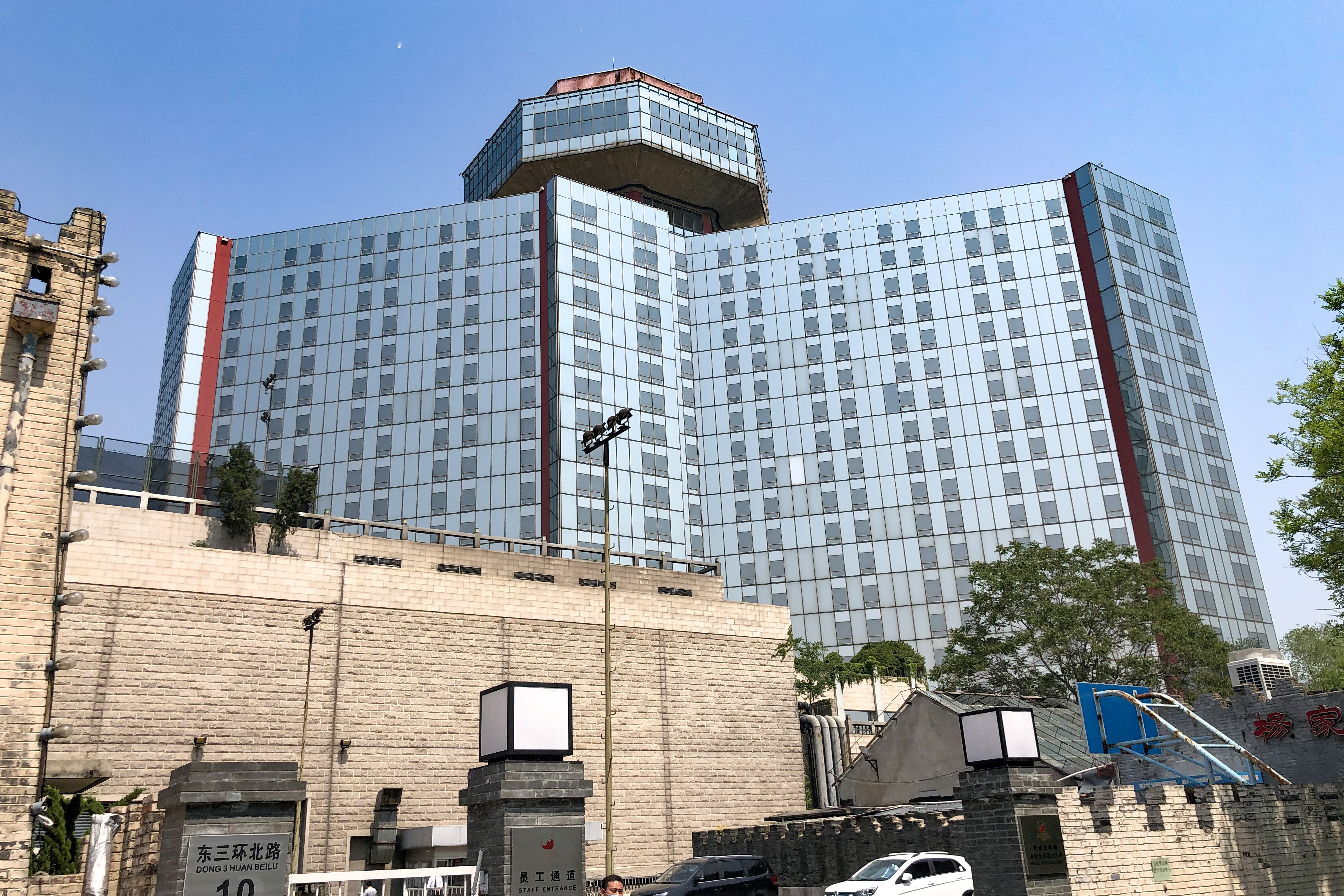
北京长城饭店
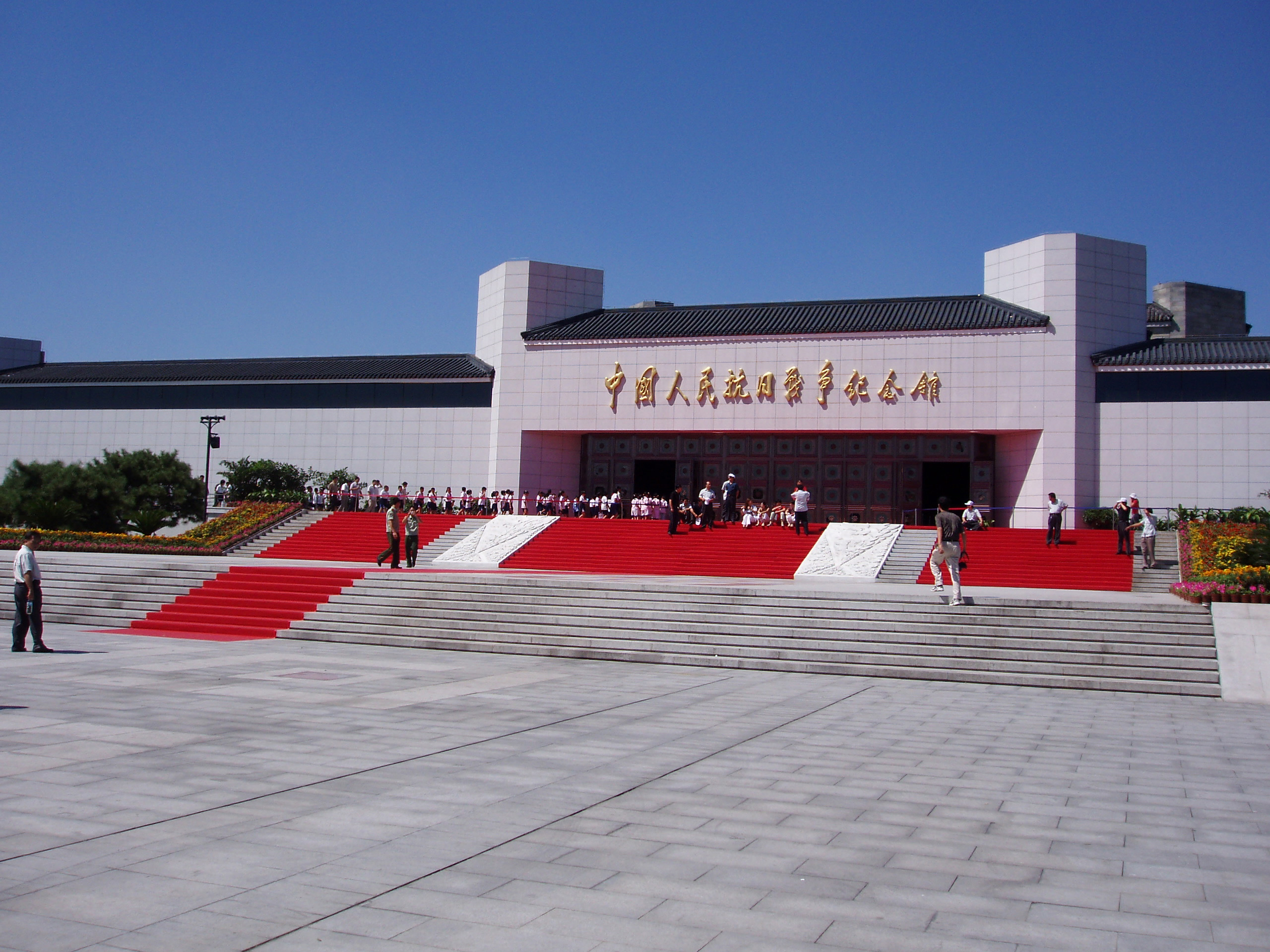
中国人民抗日战争纪念馆
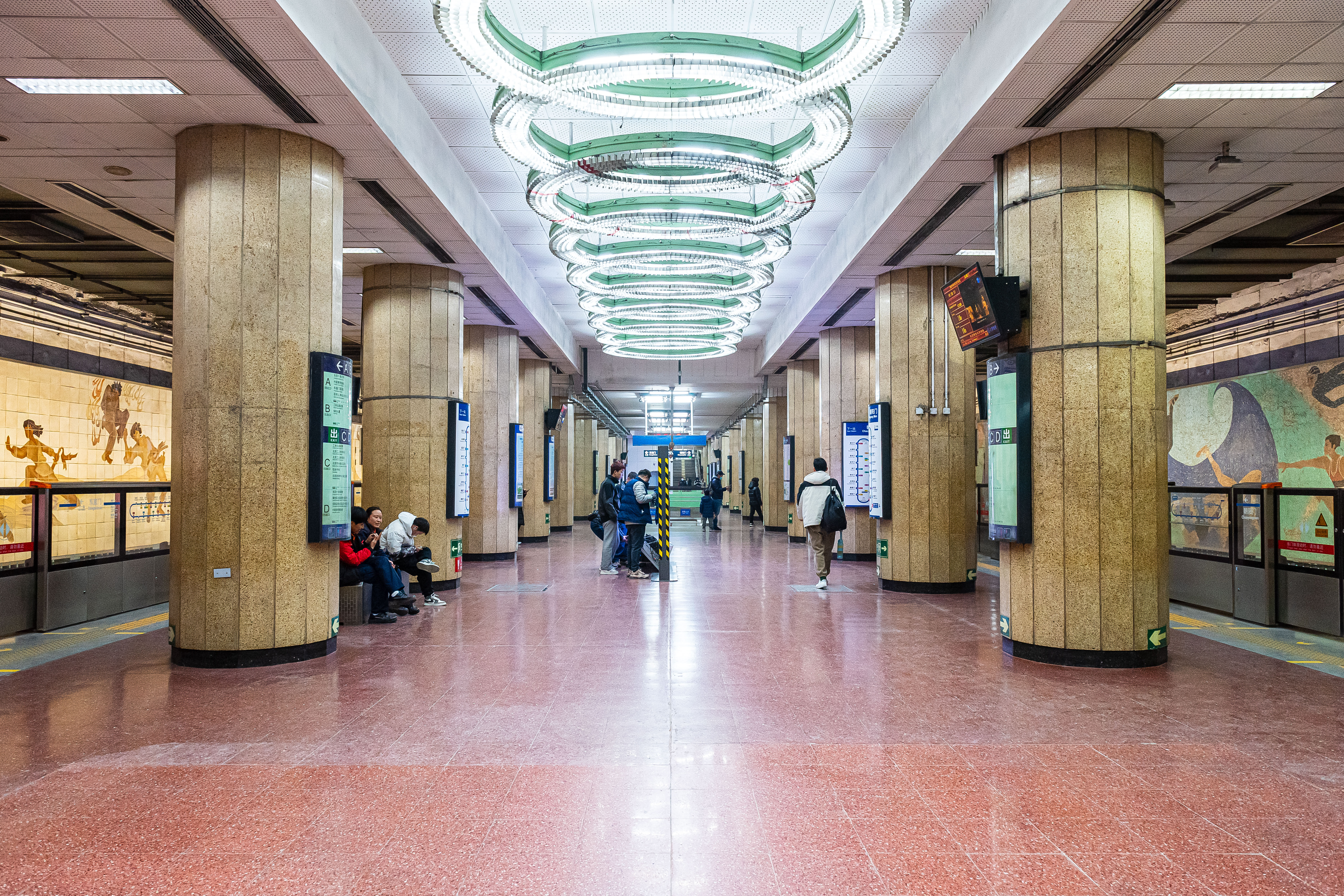
北京地铁东四十条站
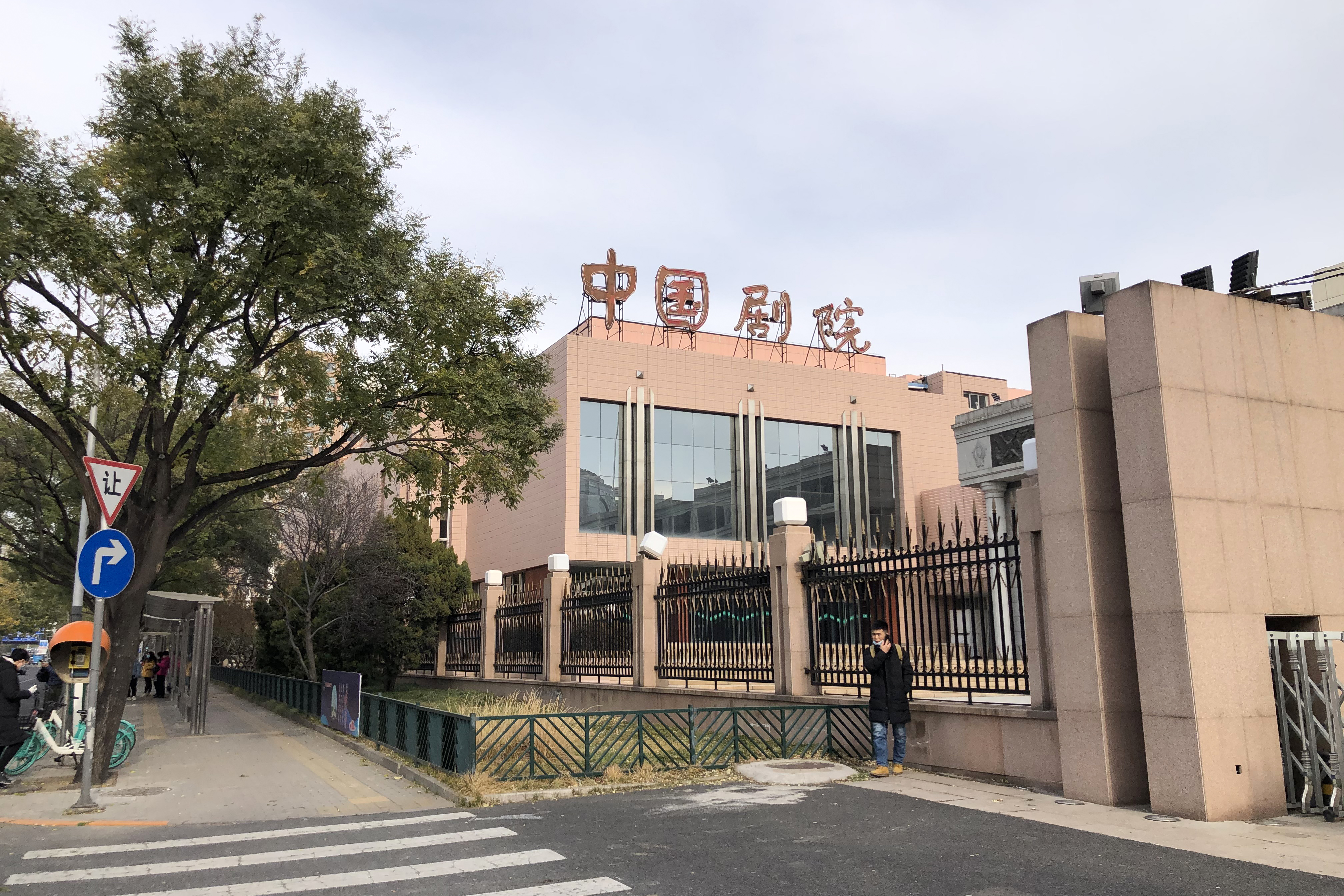
中国剧院

## 1990年代十大建筑

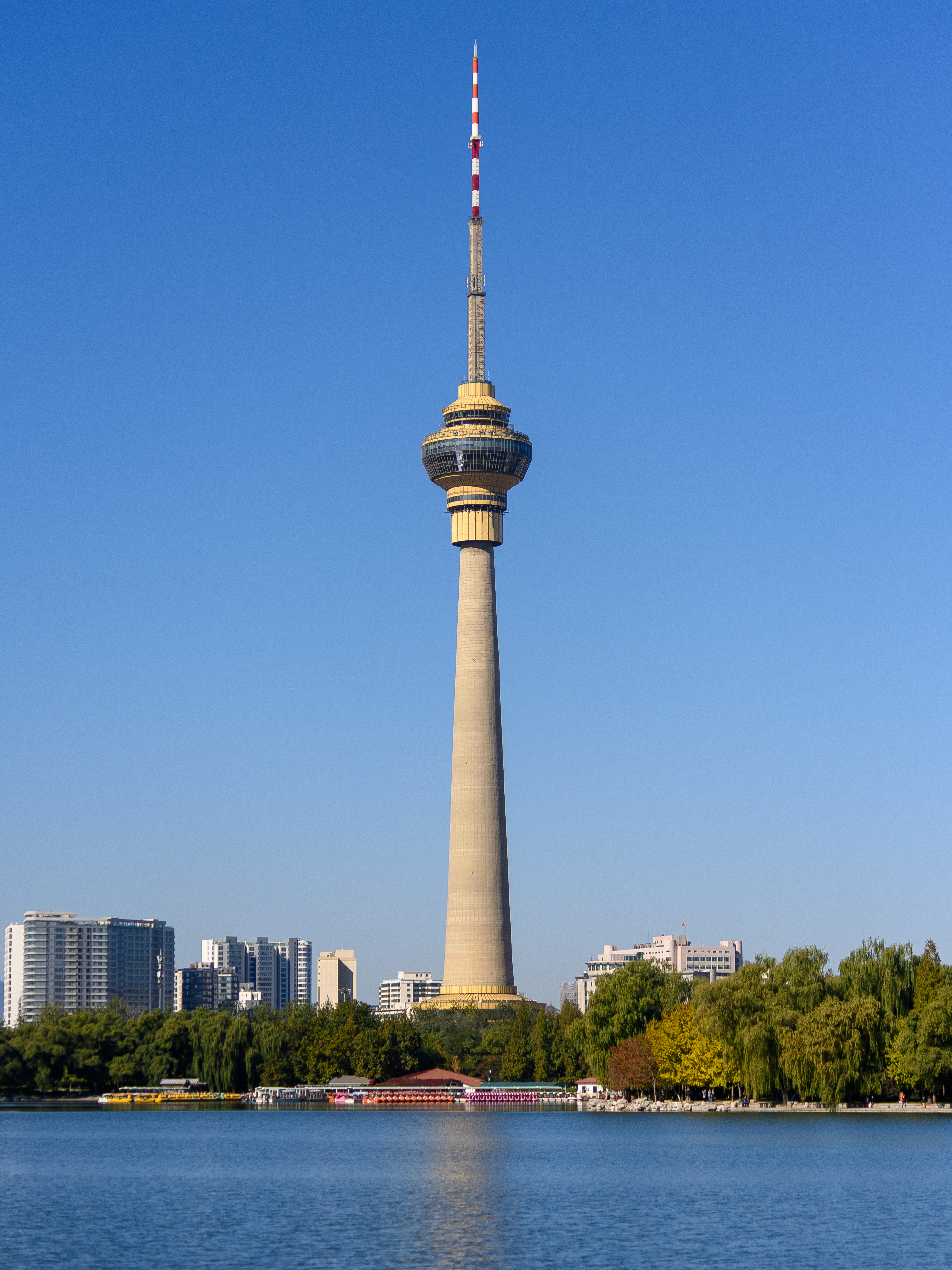
中央广播电视塔
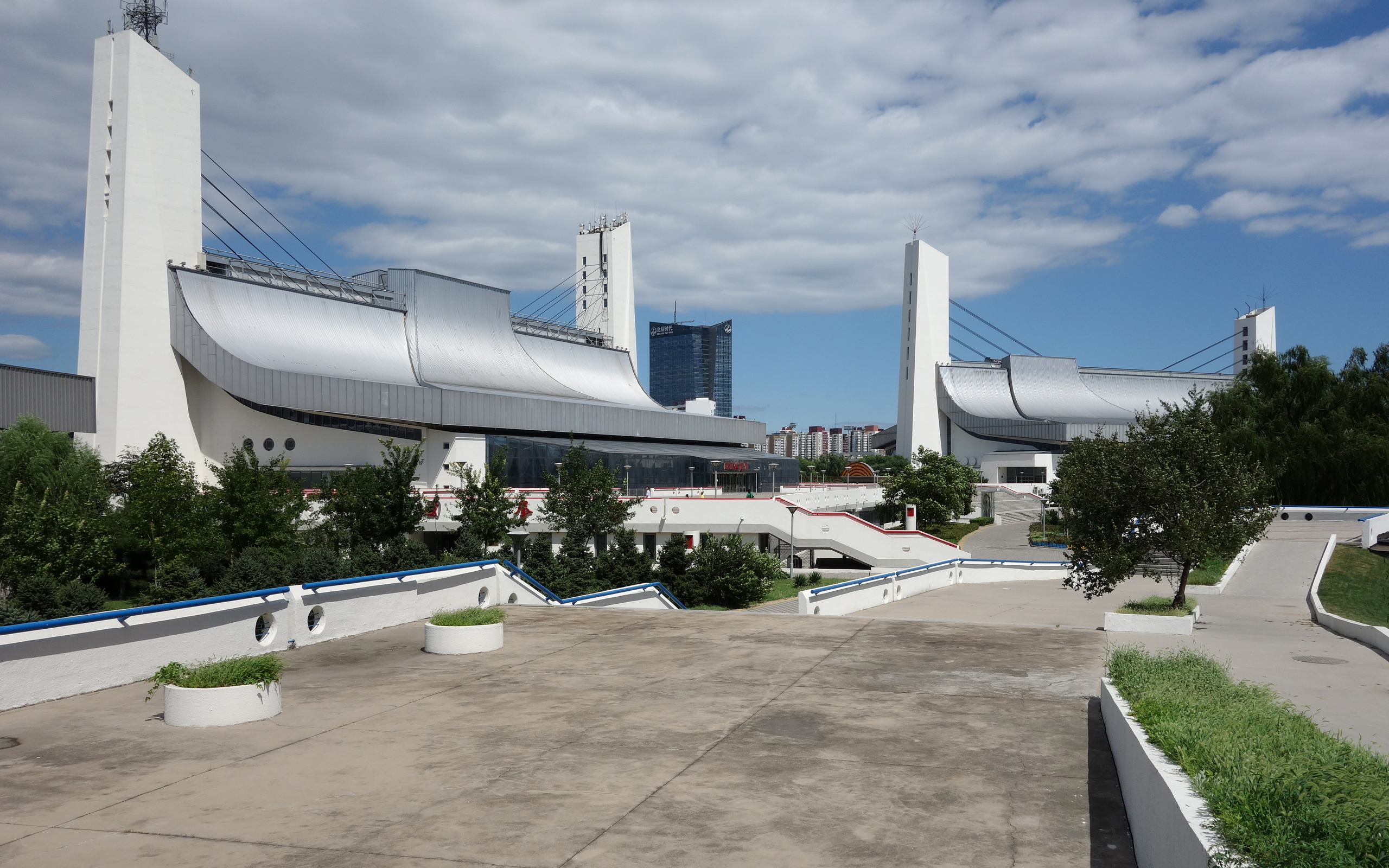
国家奥林匹克体育中心及亚运村
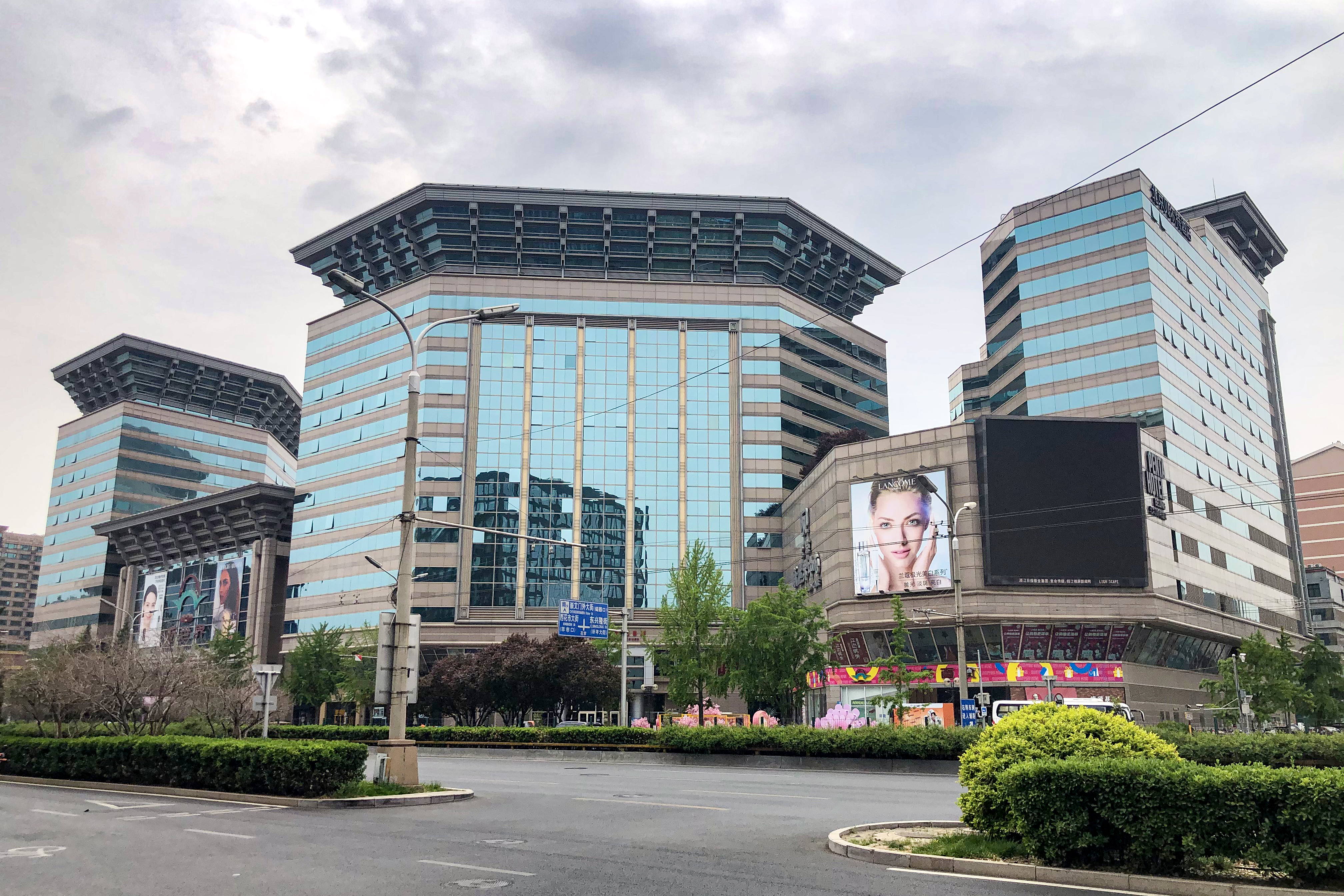
北京新世界中心
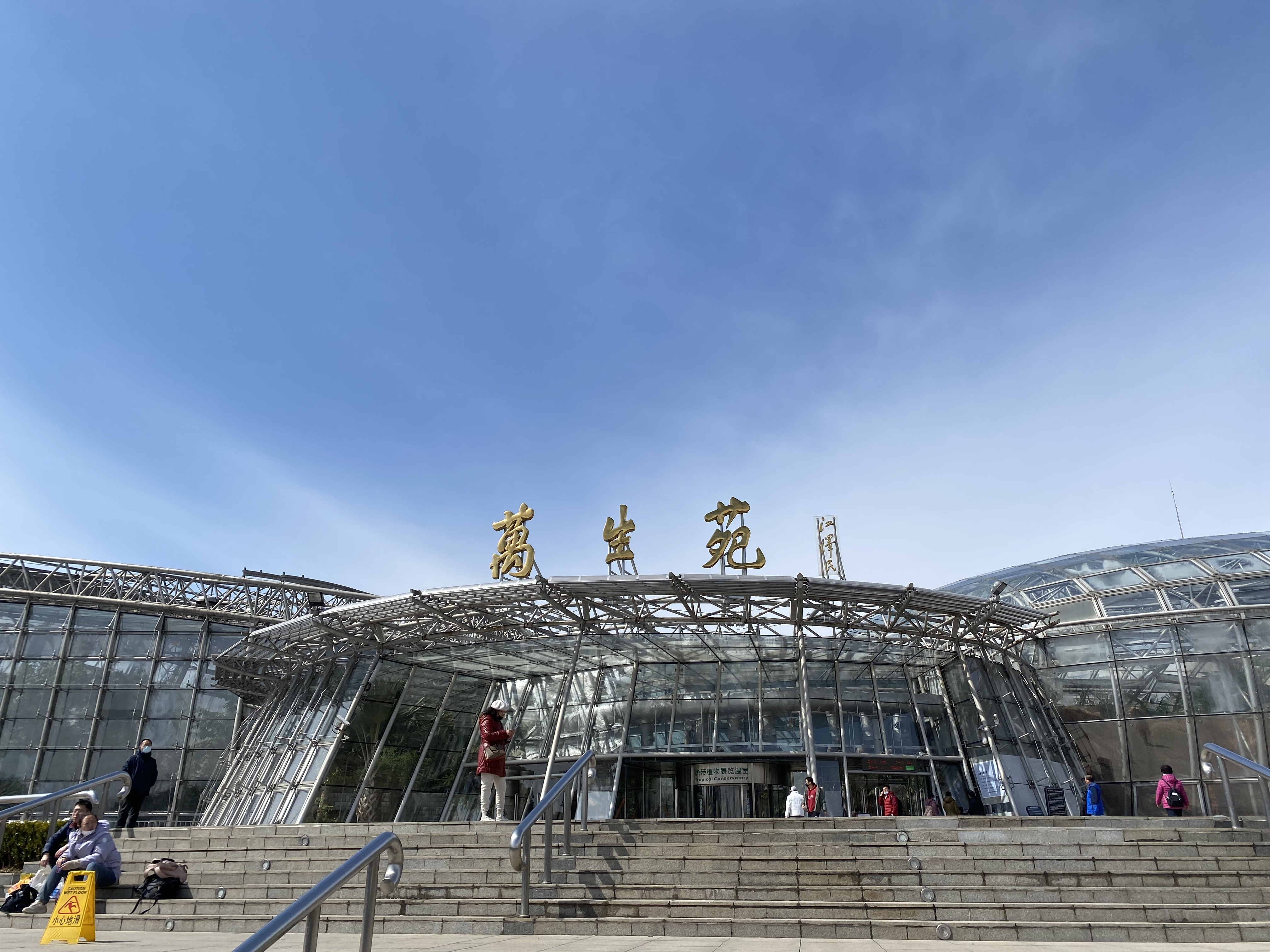
北京植物园展览温室
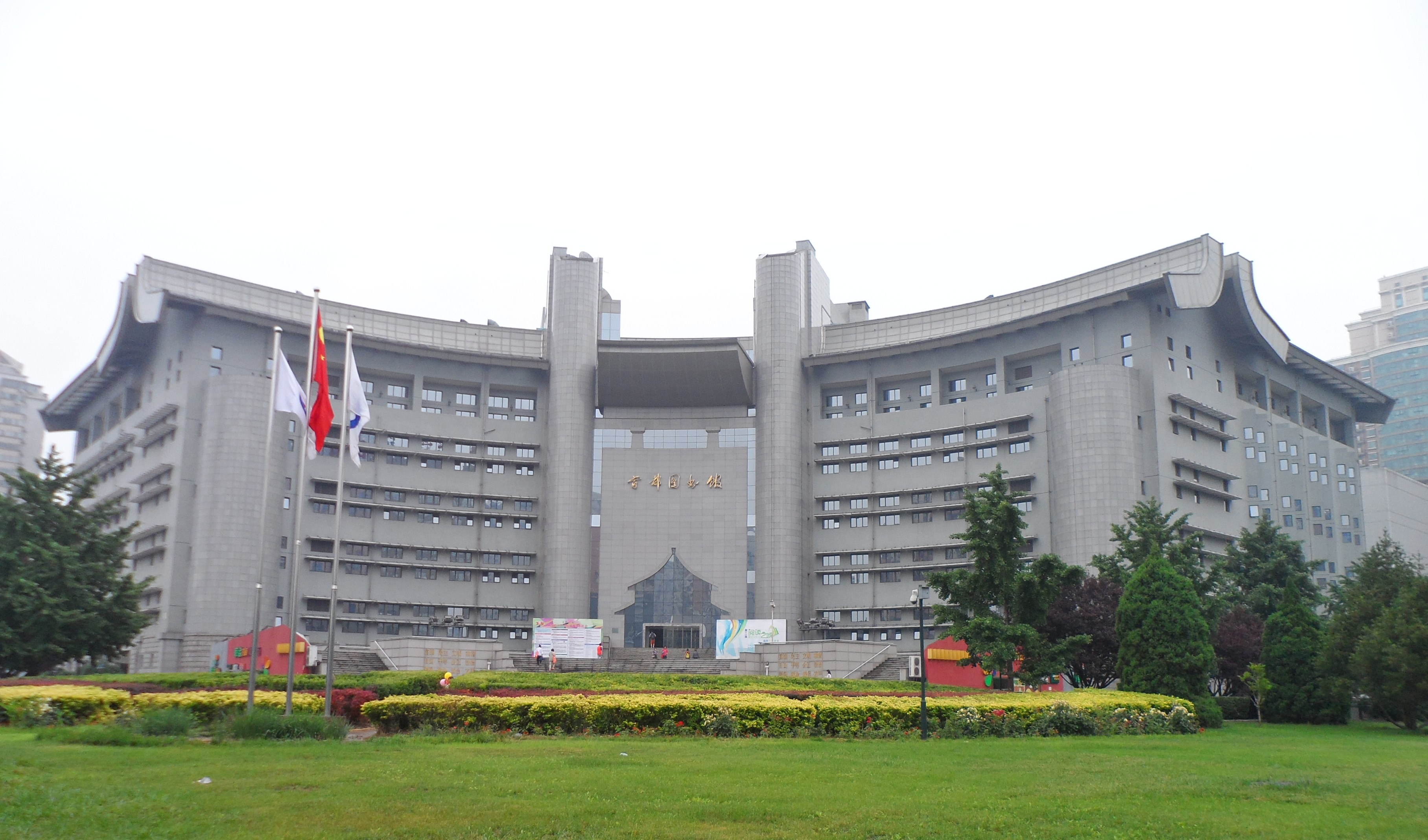
首都图书馆新馆
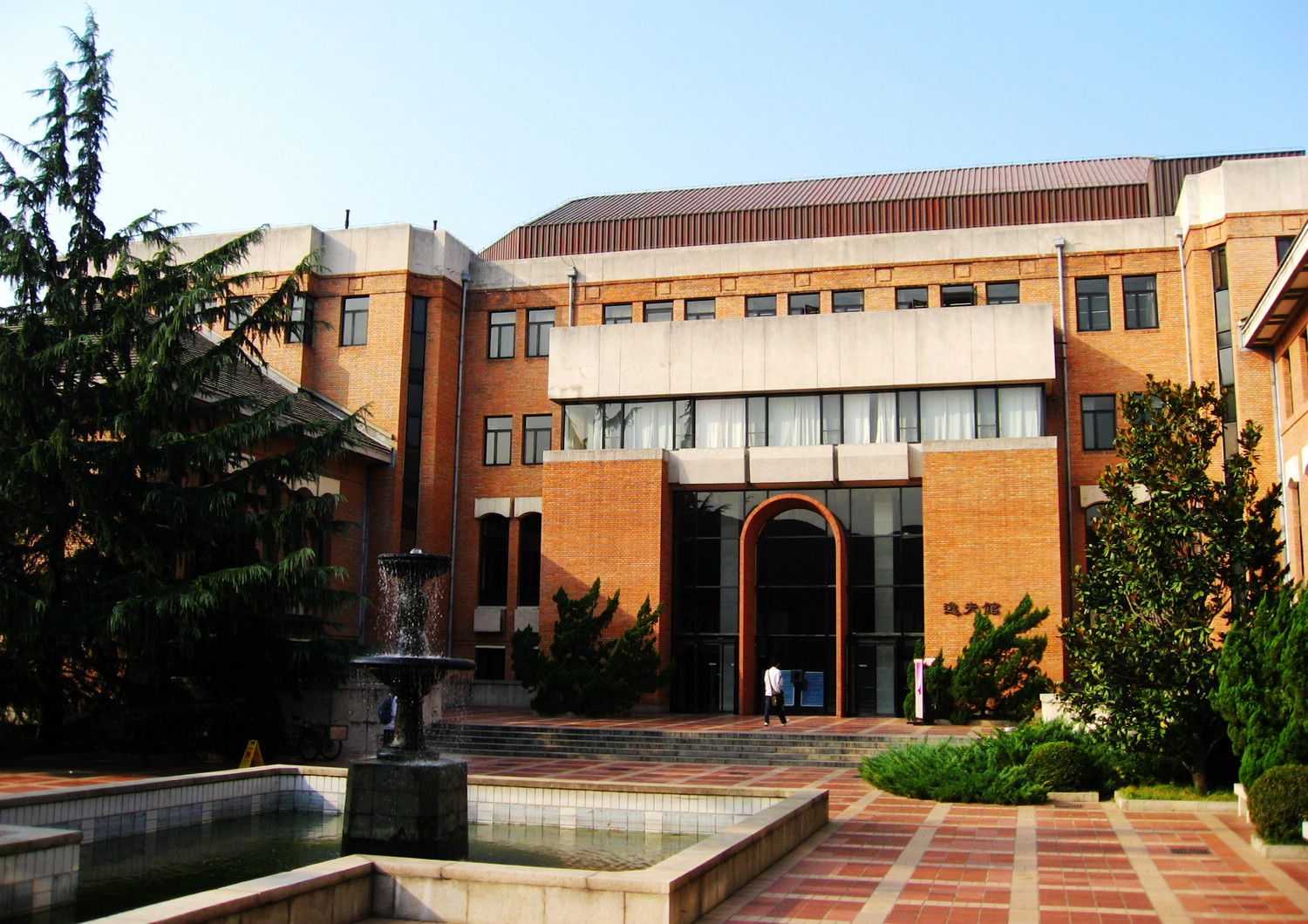
清华大学图书馆新馆
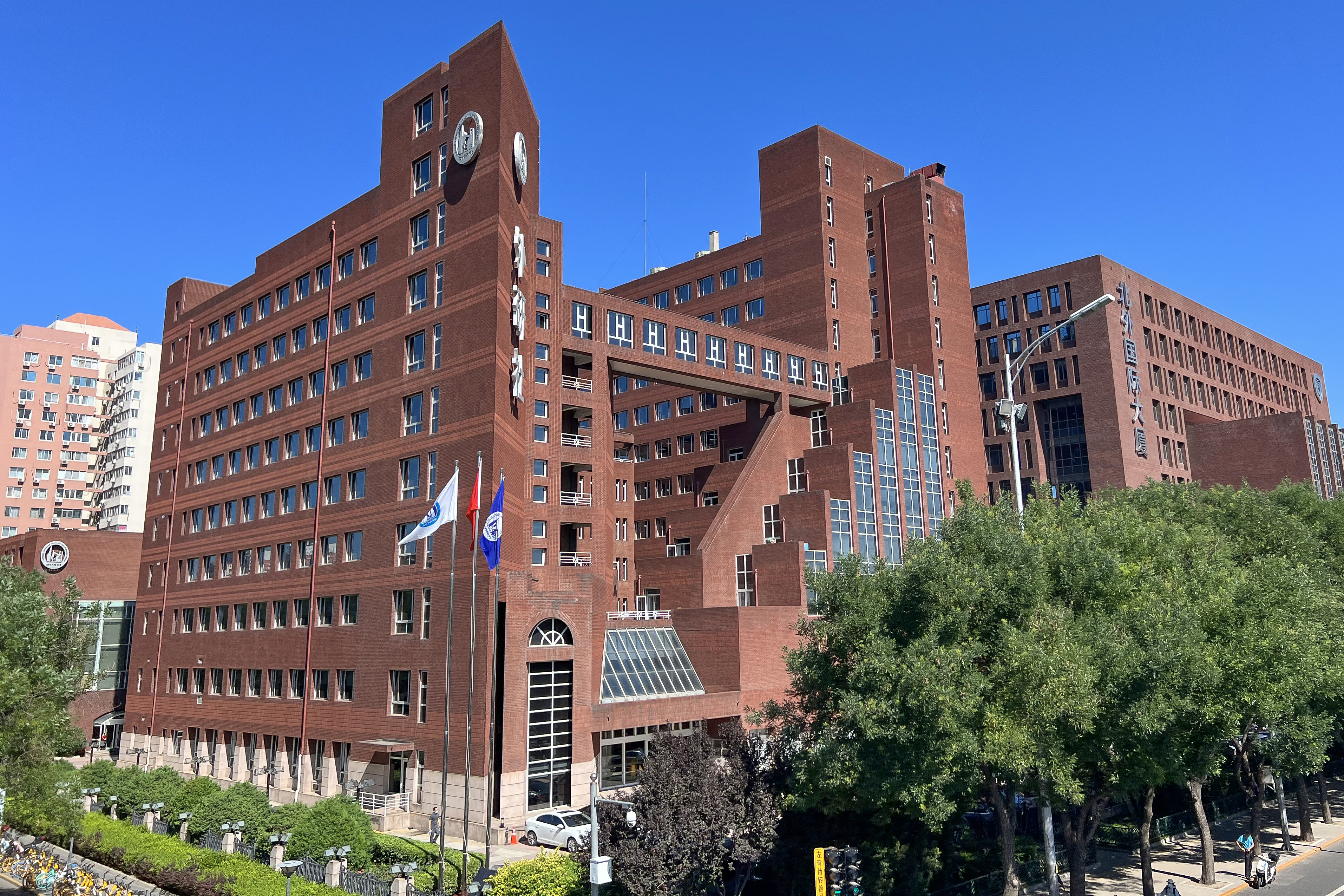
外语教学与研究出版社
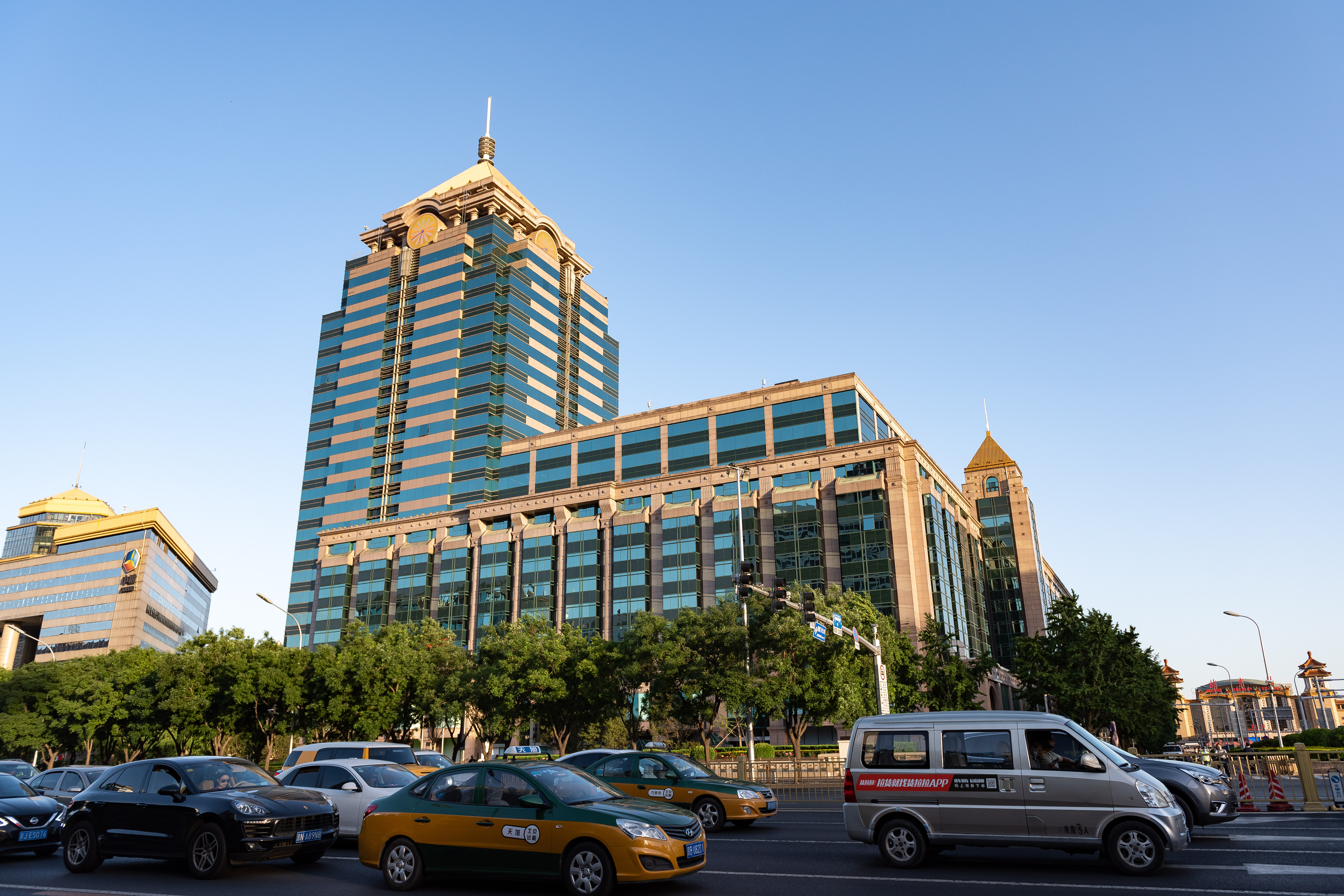
恒基中心
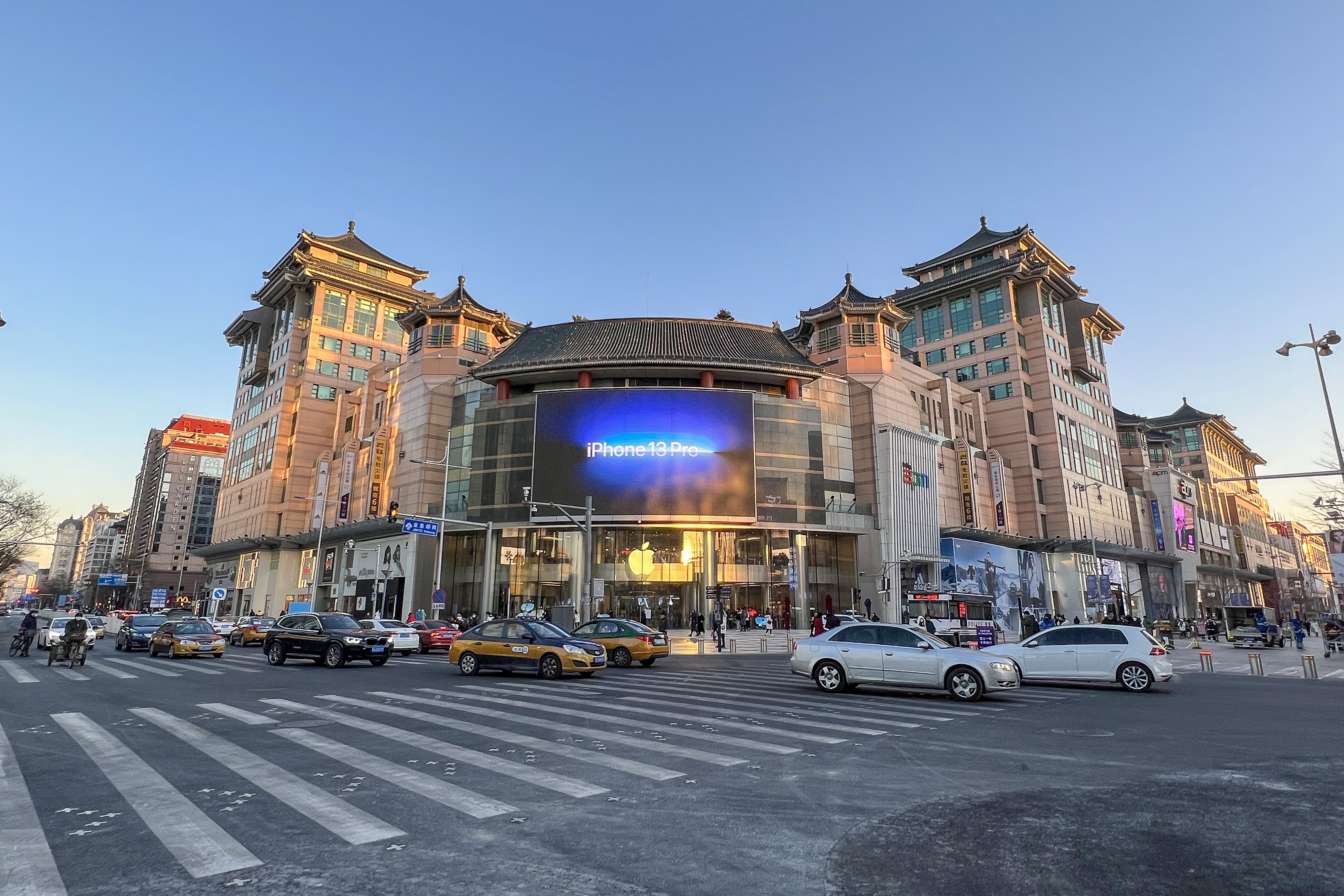
新东安市场
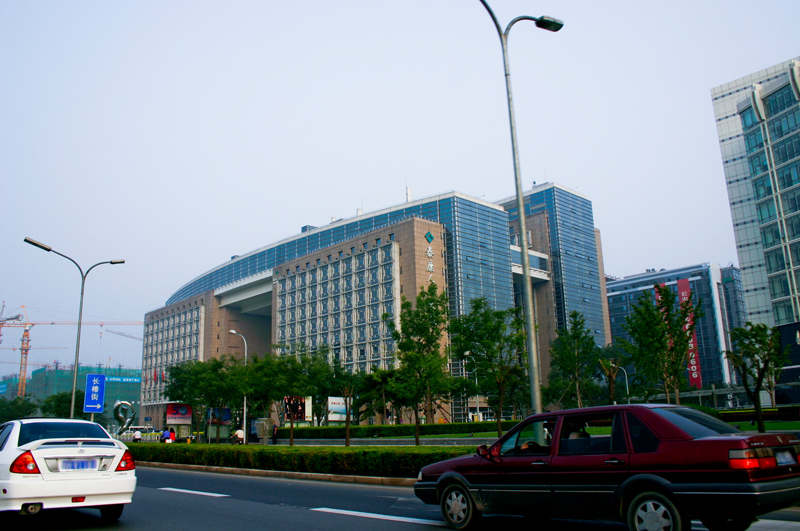
北京国际金融大厦

## 2000年代十大建筑

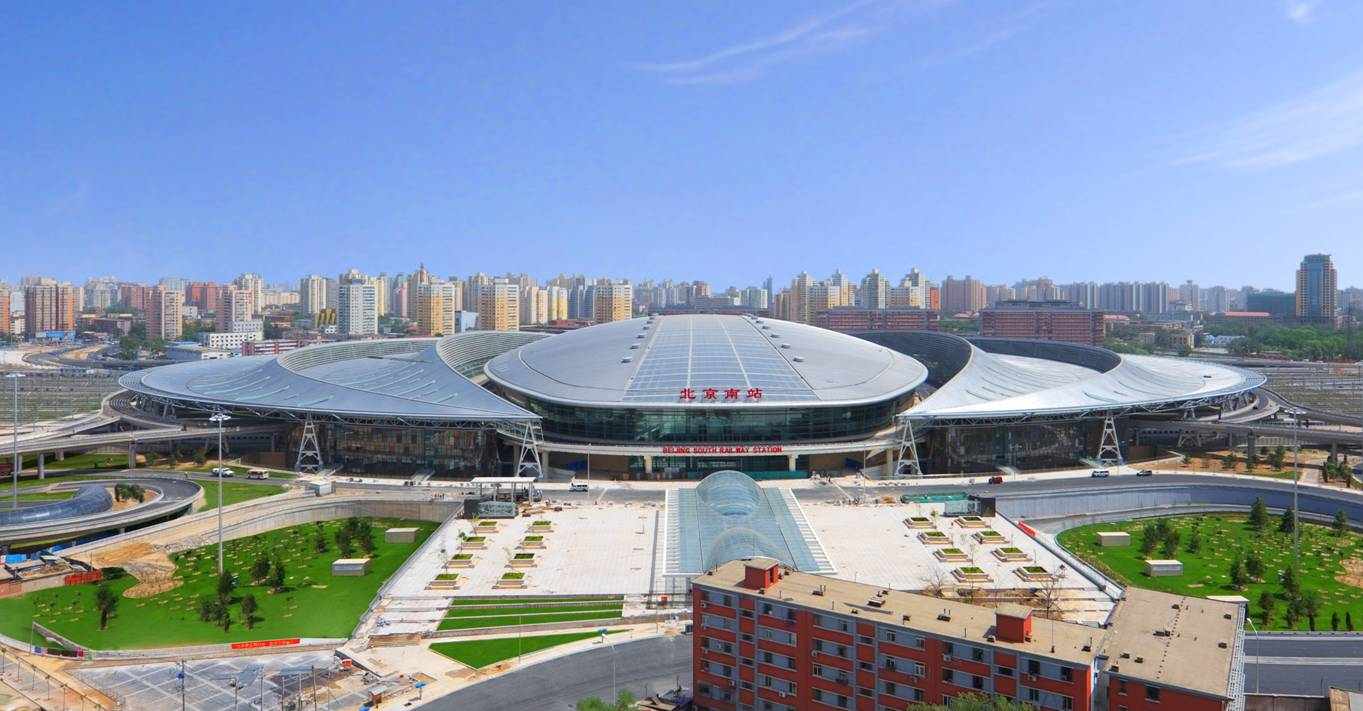
北京南站
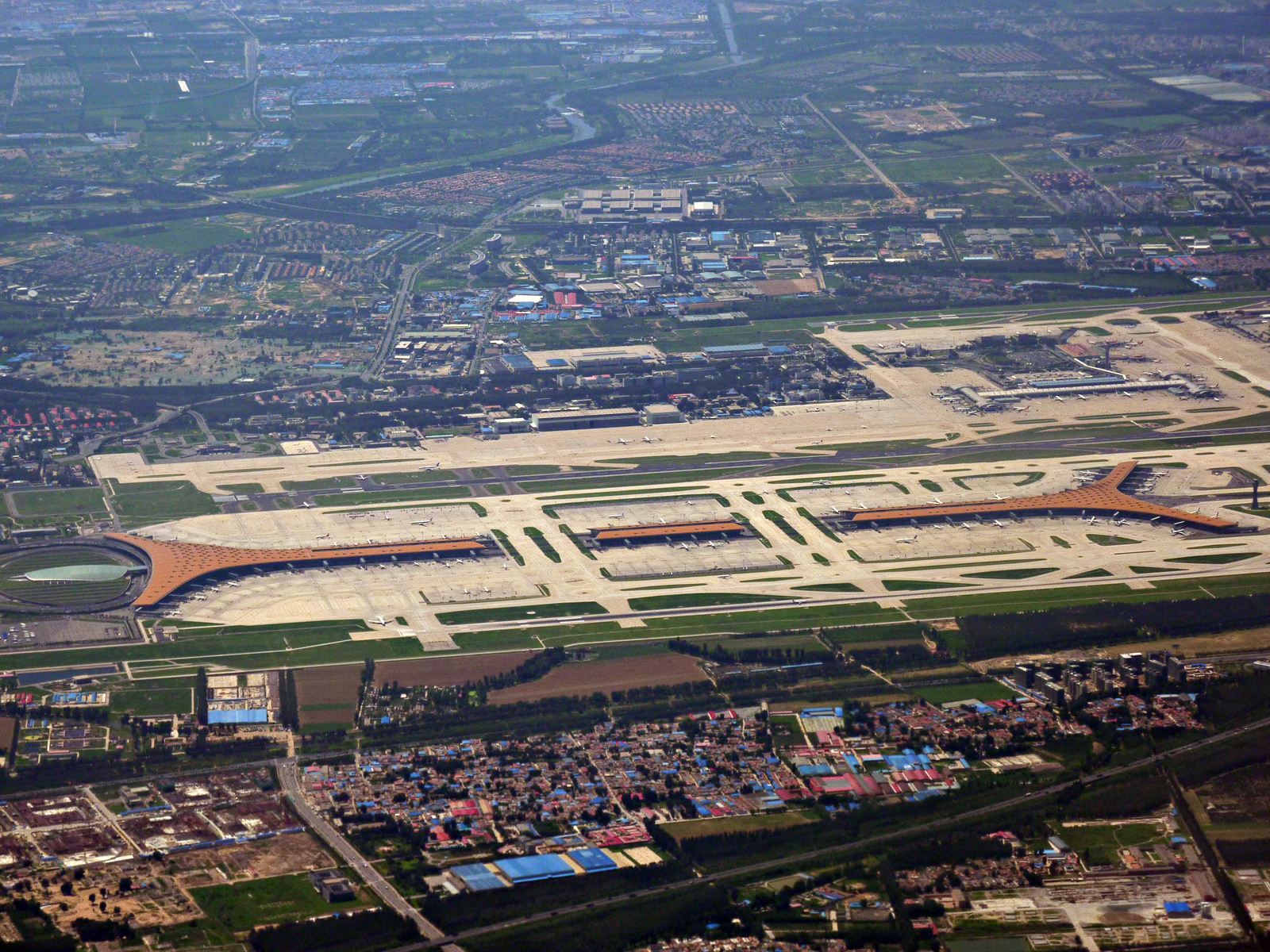
北京首都国际机场3号航站楼
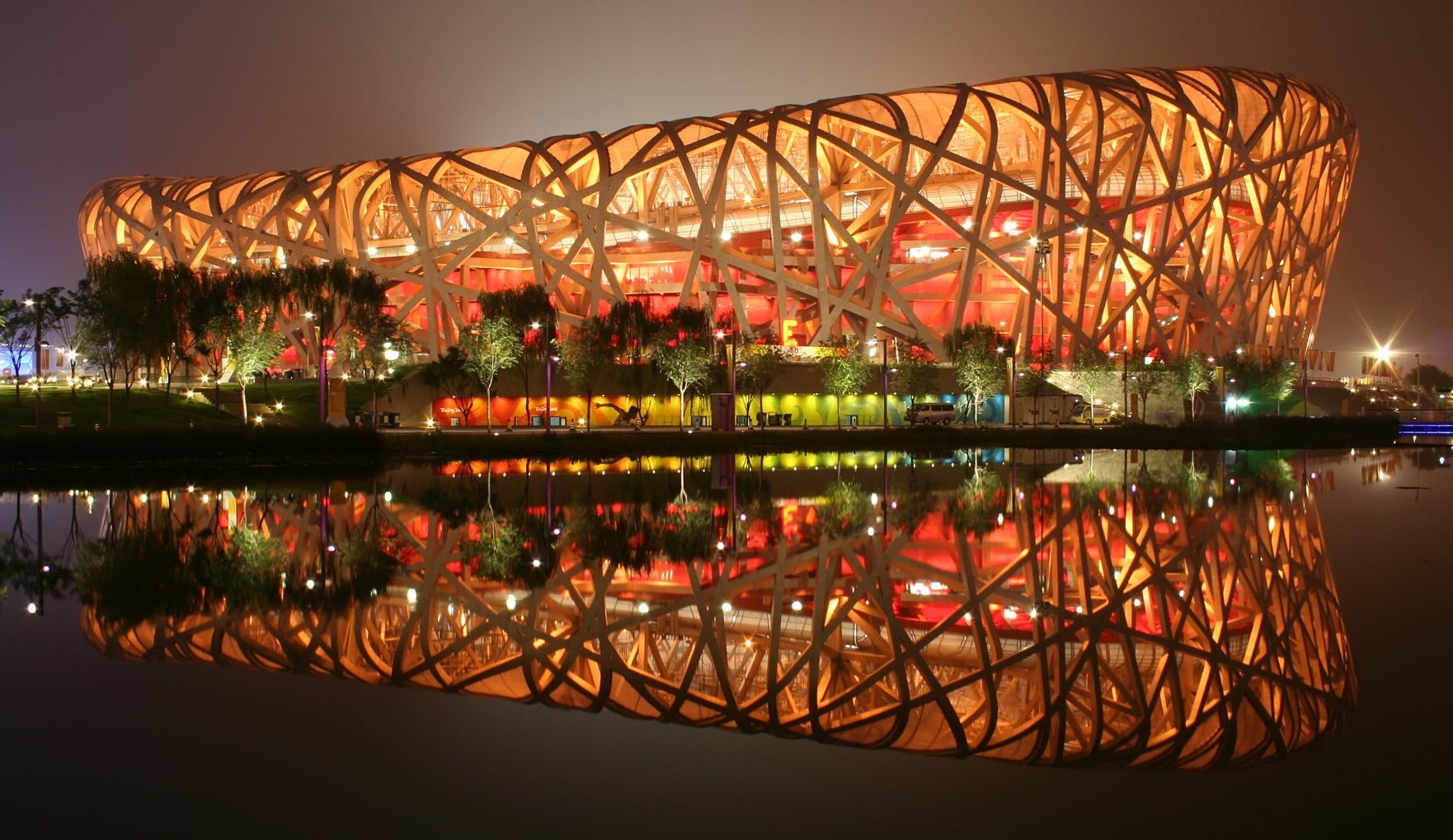
国家体育场
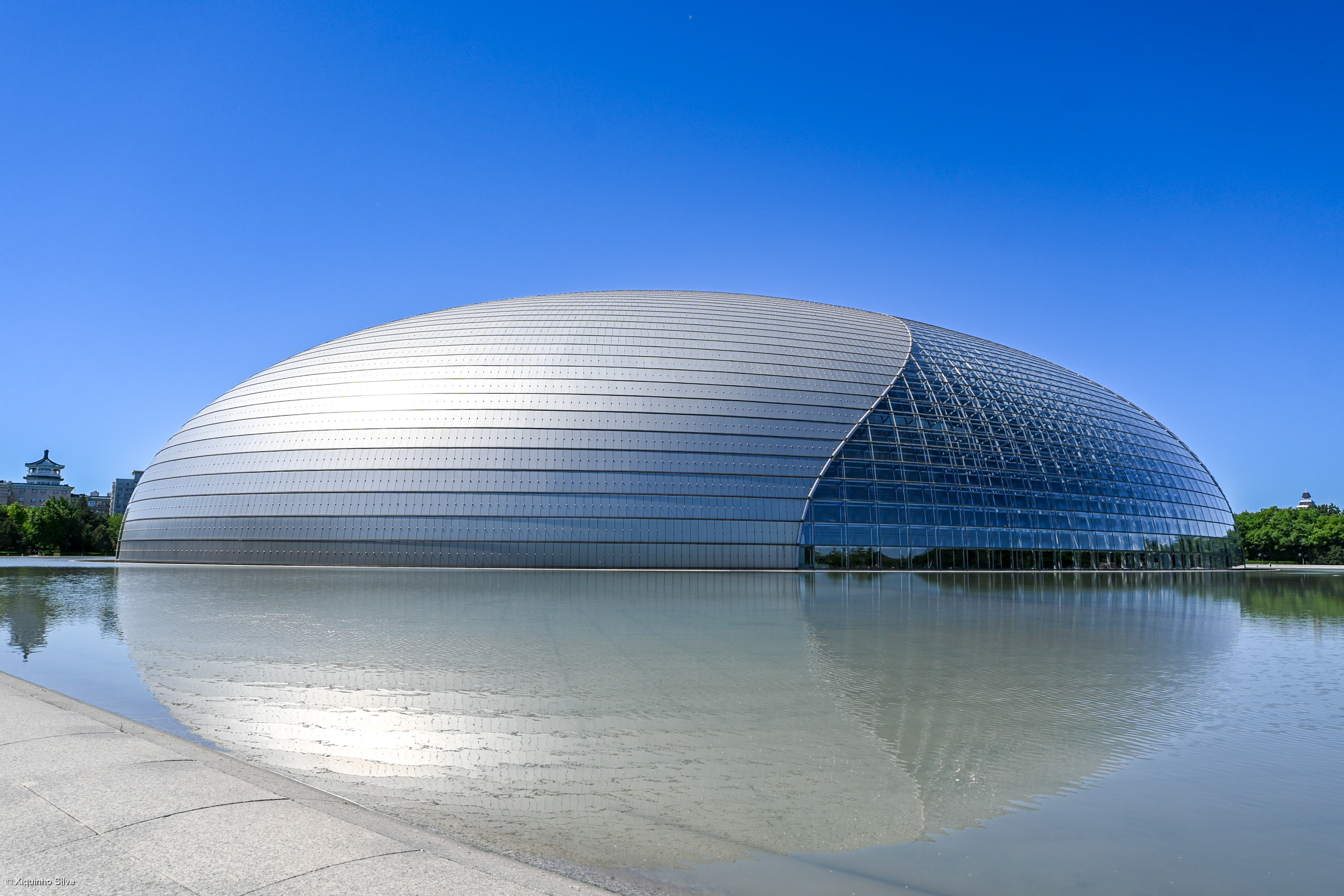
国家大剧院
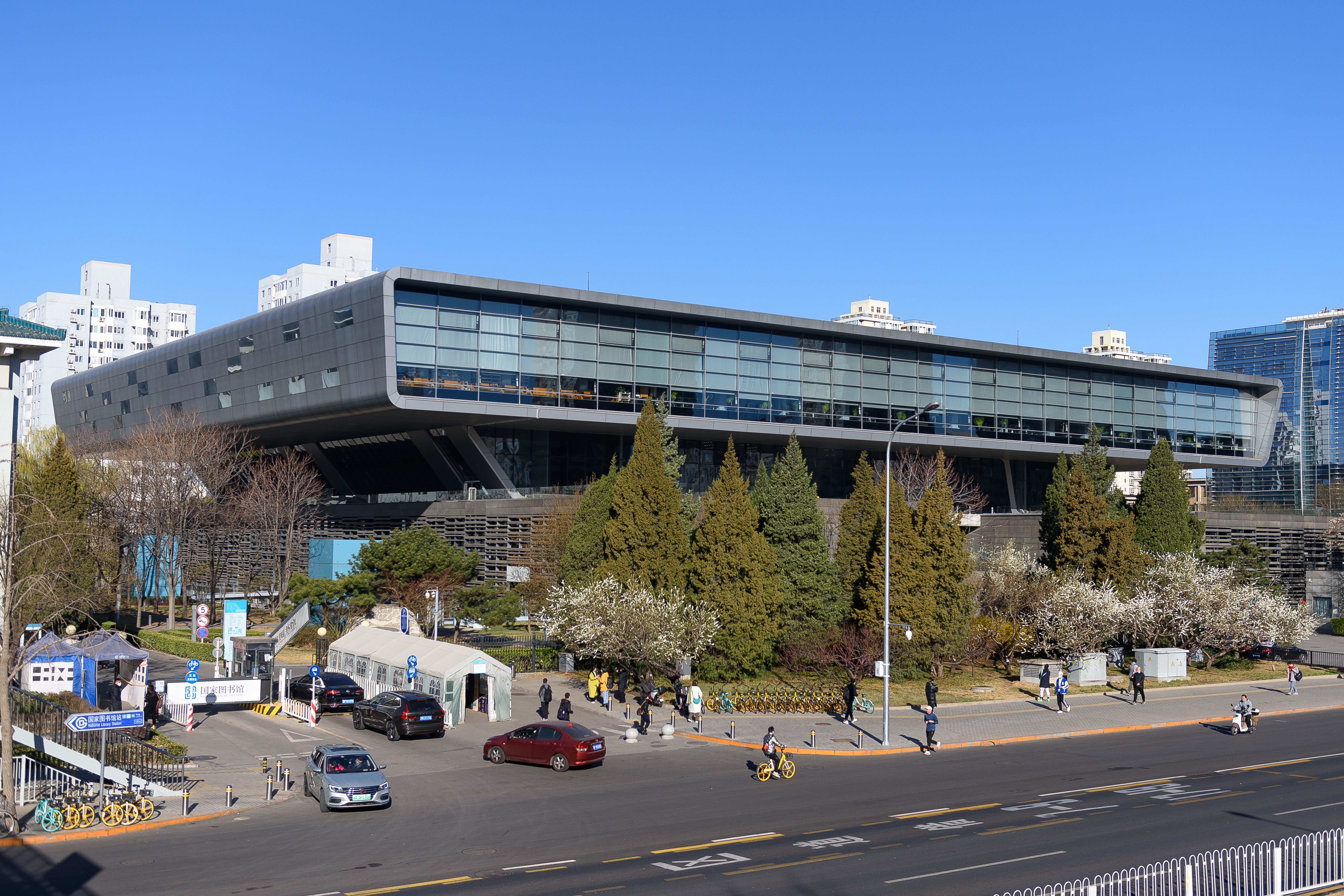
国家图书馆二期工程
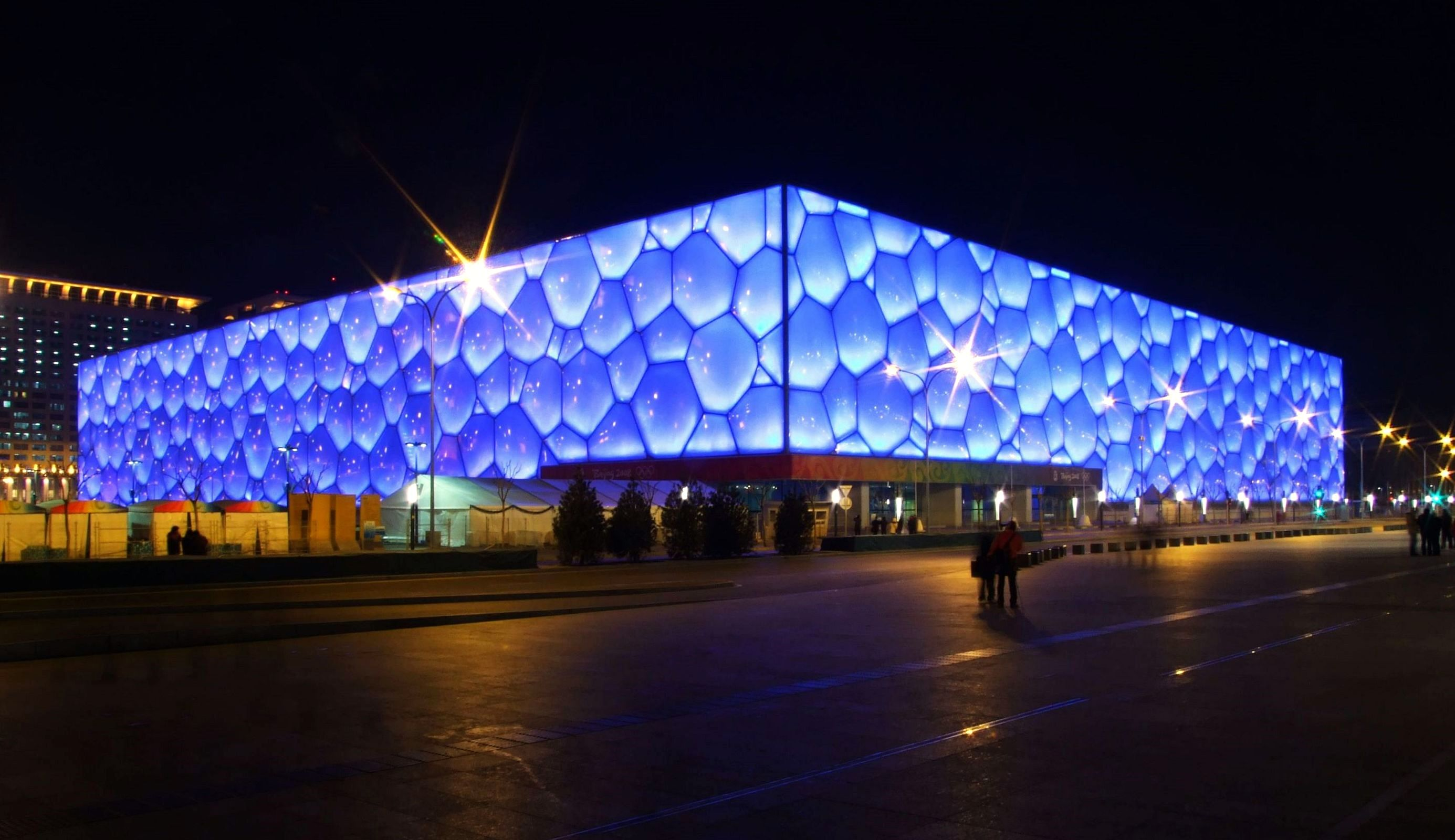
国家游泳中心
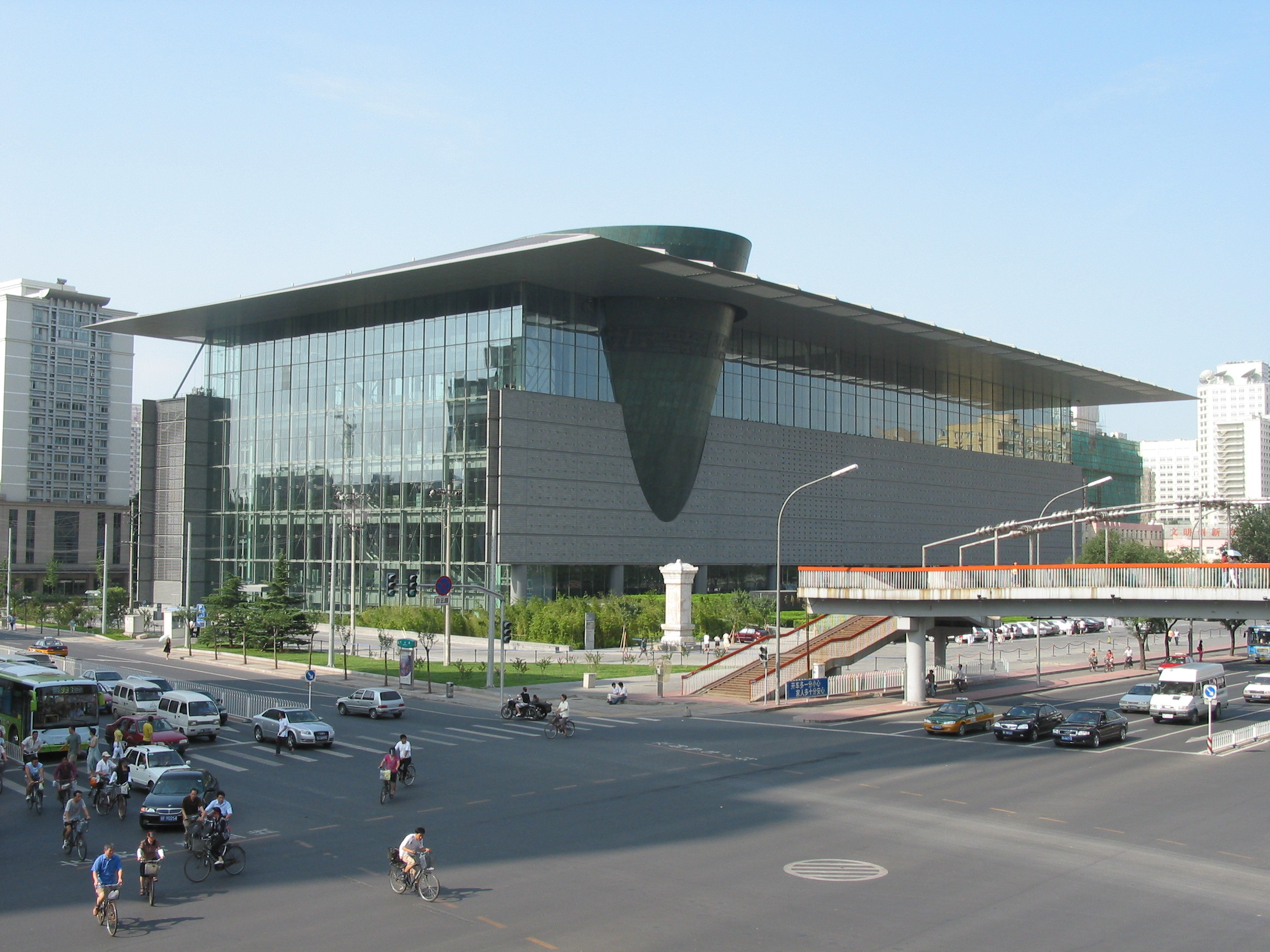
首都博物馆新馆
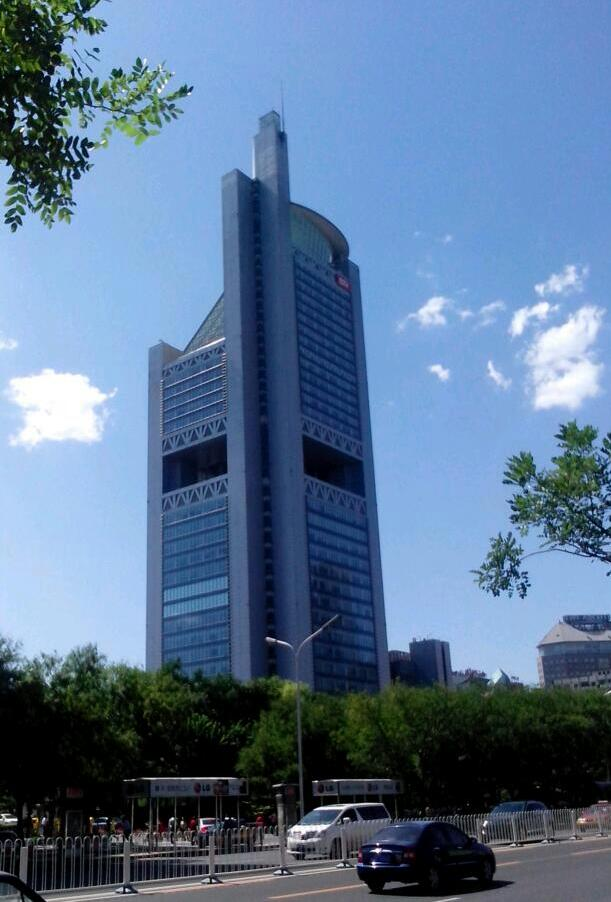
北京电视中心
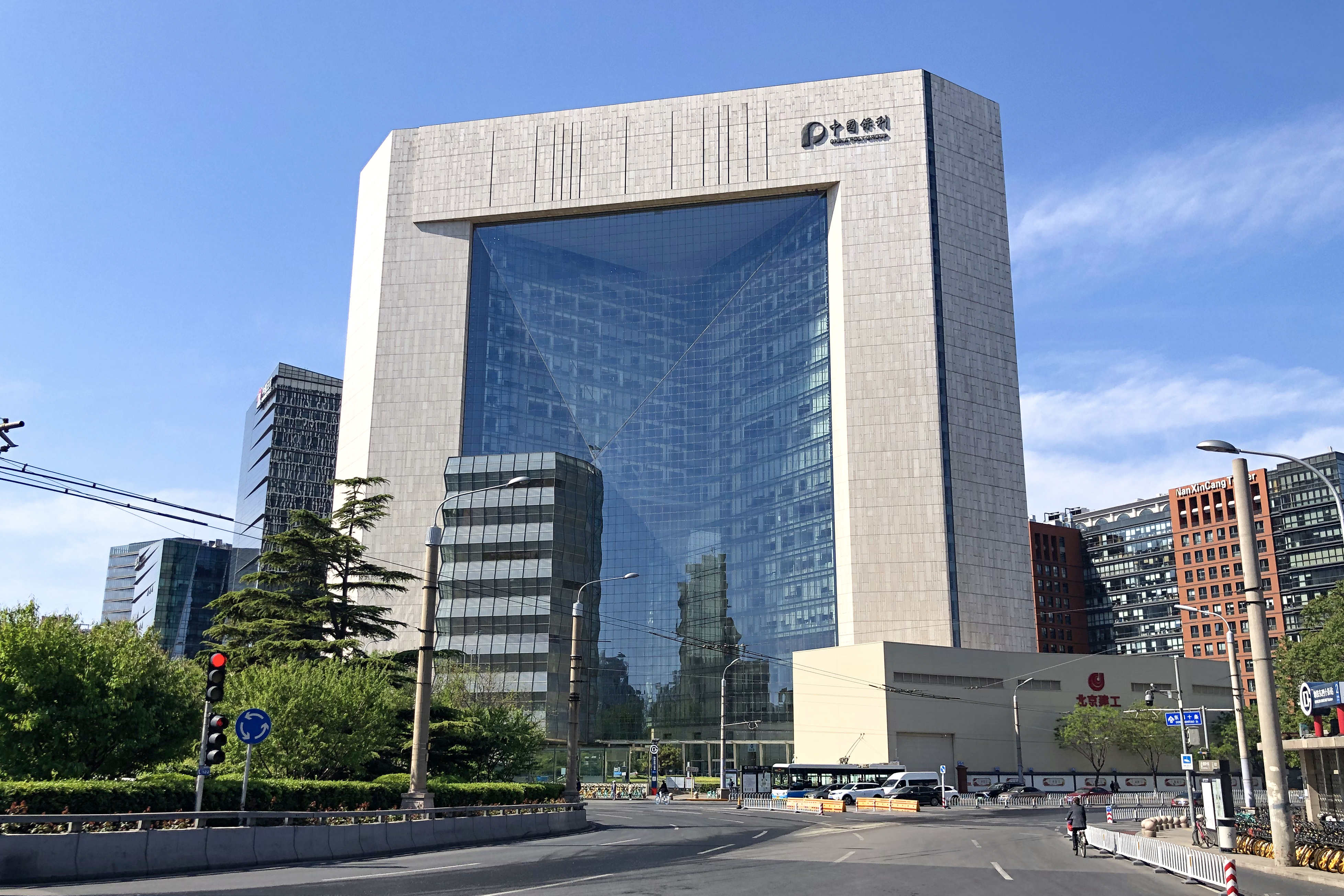
新保利大厦
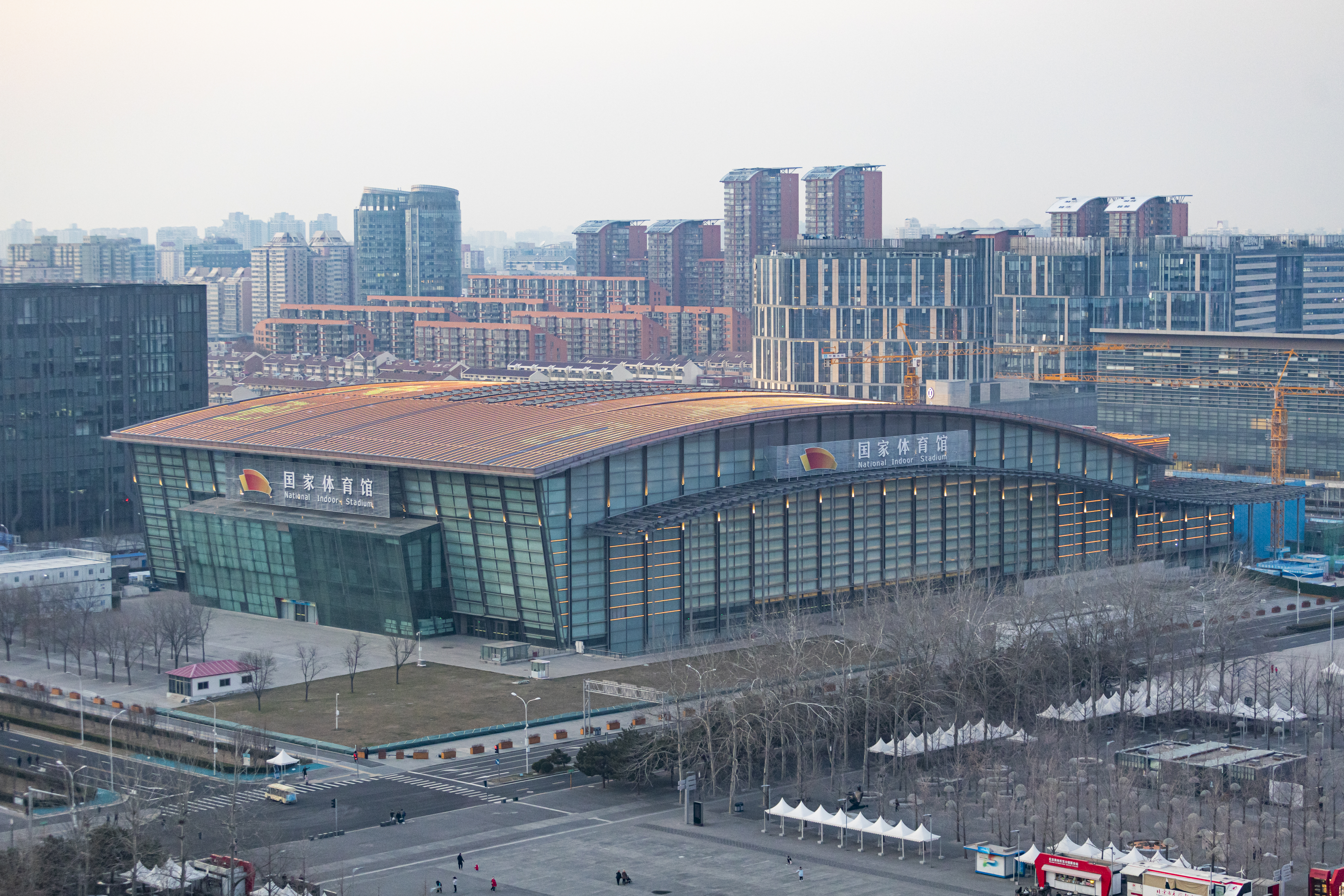
国家体育馆